# Железнодорожный (Калининградская область)
Железнодоро́жный (до 1946 года Герда́уэн, нем. Gerdauen) — посёлок (сельский населённый пункт) в Правдинском районе Калининградской области России. С 1945 года до 2019 года являлся посёлком городского типа (рабочим посёлком).

## География

### Географическое положение
Расположен на реке Стоговка (бассейн Преголи), у границы с Польшей, в 70 км к юго-востоку от Калининграда и в 22 километрах от города Правдинска. Железнодорожная станция на линии Черняховск — Ольштын (Польша).

## История

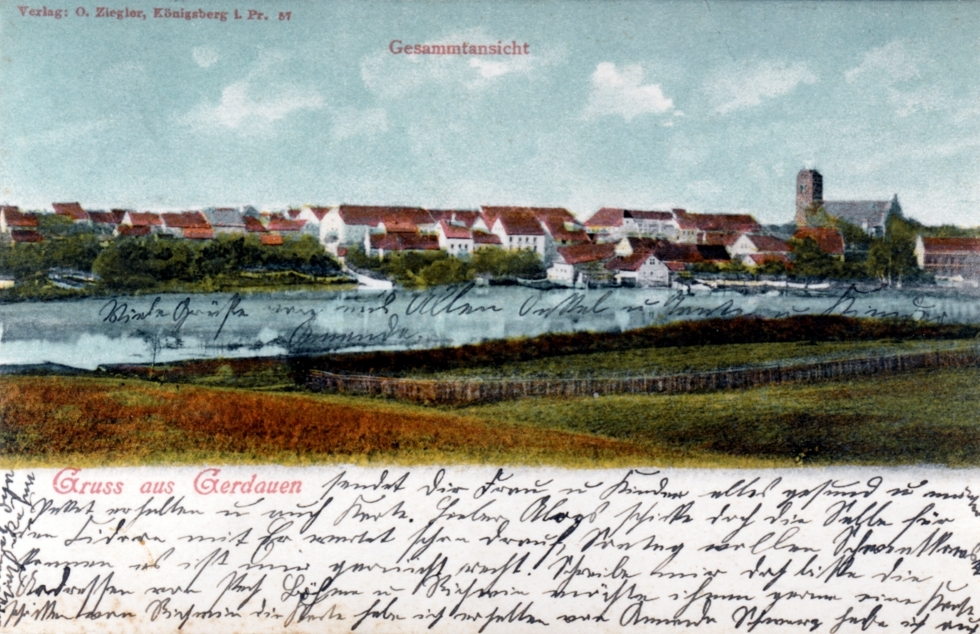
Гердауэн на открытке, около 1905 года.

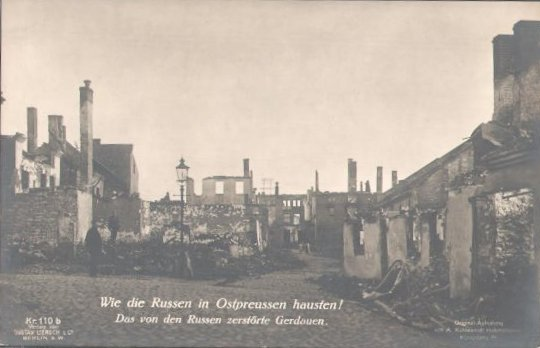
Разрушенные дома в Гердауэне после Первой мировой войны, открытка.

Населённый пункт основан в XIV веке как замок Гердауэн. Название Гердауэн произошло от имени Гирдава, одного из племенных вождей пруссов из знатного рода Рендалиа. Имя Гирдава происходит от прусского слова «гирдин», что означает «говорить»; «держать речь». В 1260 Гирдава вместе со своим отцом добровольно принял христианство. Во время прусского восстания 1262 года бежал в Кёнигсберг, под защиту Тевтонского ордена. Династия перестала существовать как правящая, а населённый пункт перешёл в собственность Ордена.
В 1325 году рыцарь Тевтонского ордена Хайнрих фон Айзенберг построил на месте прежних укреплений каменный замок и плотину с водяной мельницей. В Гердауэн стали прибывать переселенцы из Германии, селившиеся вокруг крепости. Со временем Гердауэн стал крупным провинциальным городом. 66 земельных наделов, которые Орден передал городу, были освоены за семь лет. С того же времени в посёлке стоит и христианский храм.

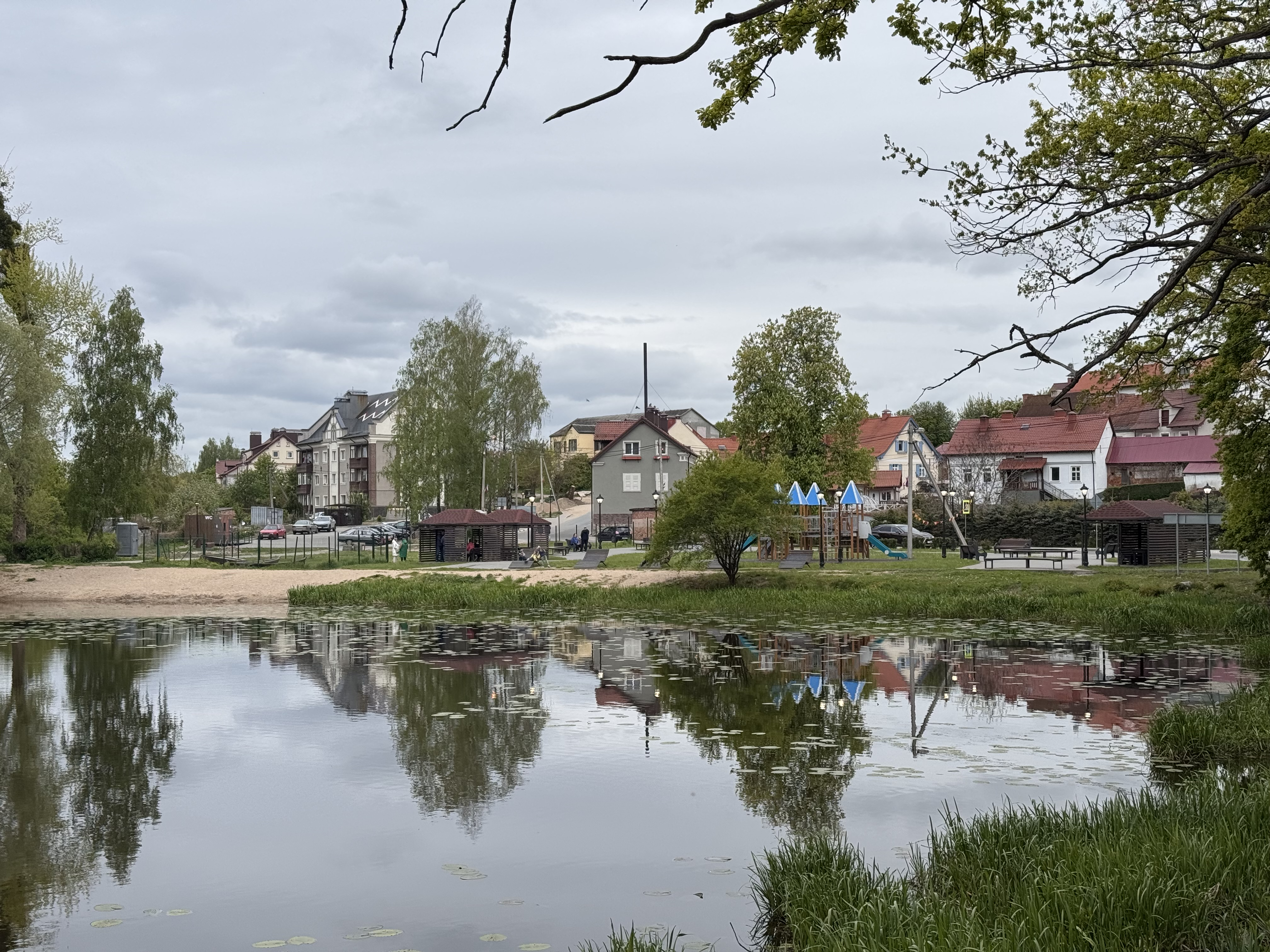
Вид на остатки старого города через озеро Банктин.

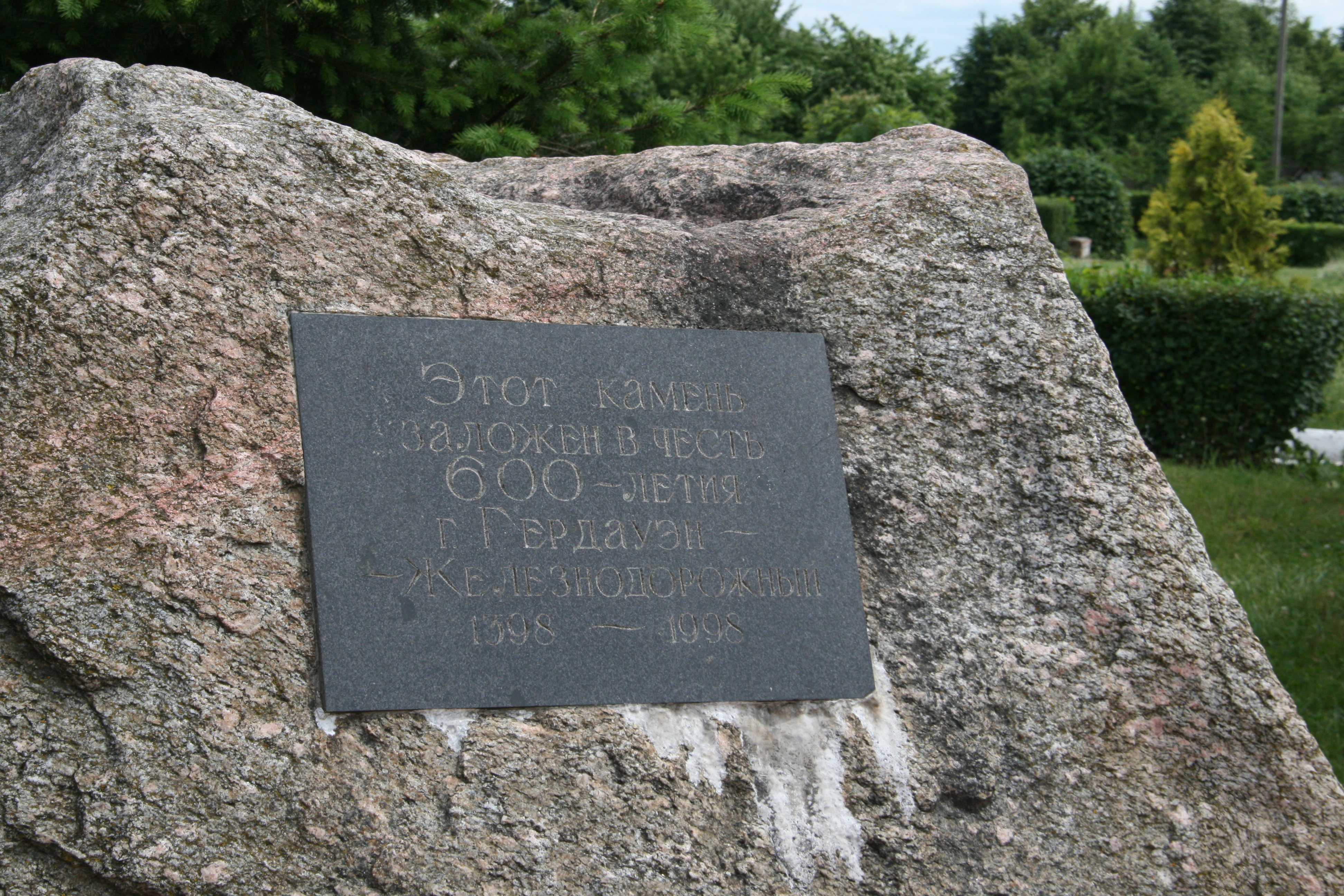
Памятник в честь 600-летия Железнодорожного/Гердауэна

В 1398 году поселение у стен замка Гердауэн получило городские права. В 1404 году в городе насчитывалось 60 дворов. В 1409 году была открыта школа.
В XV веке в Гердауэне завершилось обустройство оборонительных сооружений. Стена кирхи соединялась с крепостной стеной (позднее за эти исчезнувшие городские ворота стали считать жилой дом, построенный по соседству и имеющий въездную арку). 1585 и 1665 годы отмечены сильными пожарами, уничтожившими почти весь город.
Гердауэн стремился быть свободным городом, вёл борьбу с Тевтонским орденом. После сорока лет войны порядок и спокойствие в городе восстановил саксонский рыцарь Георг фон Шлибен. Став ленным владением и частным городом Шлибенов, город потерял административную независимость, однако права рядовых горожан при этом не изменились. В XVIII веке в имении графа Шлибена от чумы вымерла половина селян, в живых остались около 800 человек.
В 1718 году в Гердауэне числилось 50 пивоварен. От всех этих пивоварен к 1939 году осталась лишь одна пивоварня «Brauerei Kinderhof». В 1909 году в Гердауэне была построена замковая мельница.
В довоенных путеводителях по Пруссии были маршруты, проходившие через Гердауэн, в том числе на озеро Бактинзее у плотины, где до XVIII века существовал четырёхметровый плавающий остров.
В Первую мировую войну город потерял около половины своей застройки, и был заново отстроен в 1916—1918 гг. коллективом авторов под руководством Гейнца Штоффрегена, став выдающимся примером «Восточнопрусского восстановления». Вторая мировая война, сохранив воссозданную застройку, уничтожила большую часть более старых домов.
После Второй мировой войны Гердауэн в составе СССР. В 1946 году переименован в Железнодорожный. В 1947—1963 годах был центром Железнодорожного района.
С 2006 до 2016 год был центром городского поселения Железнодорожное.
Посёлок находится далеко от областного центра (по автодороге — 74 км, по железной дороге — 135 км). Он являет собой наилучший образец возрождённого города, который даже современники путали с сохранившейся средневековой застройкой, изрядно, правда, обветшалой и продолжающей разрушаться.
Постановлением Правительства Калининградской области от 24 июня 2019 года из категории посёлка городского типа Железнодорожный был отнесён к сельским населённым пунктам как посёлок. В этом же году началась реставрация обветшалых зданий, находящихся в центре посёлка.

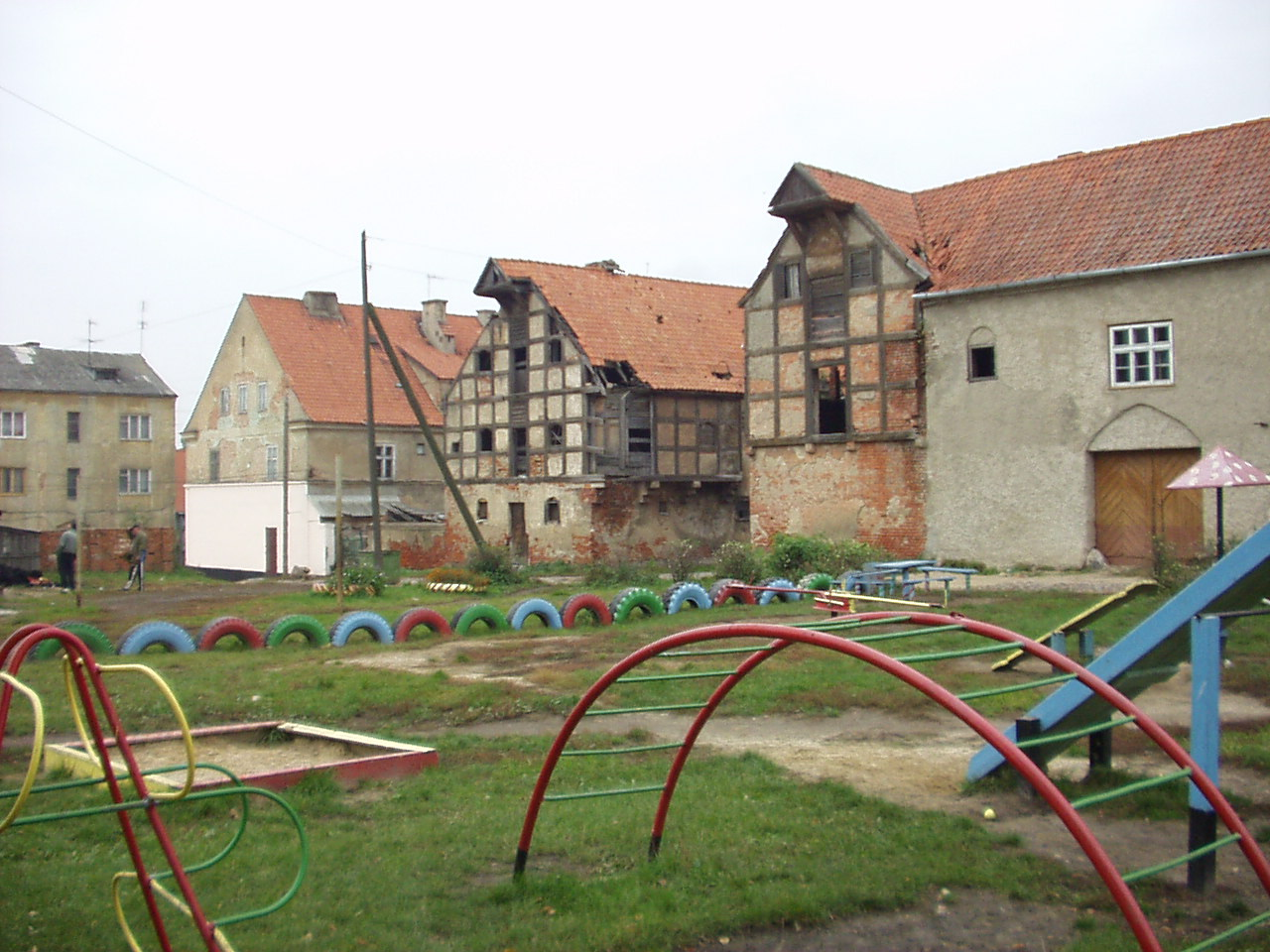
Немецкая застройка в центре посёлка
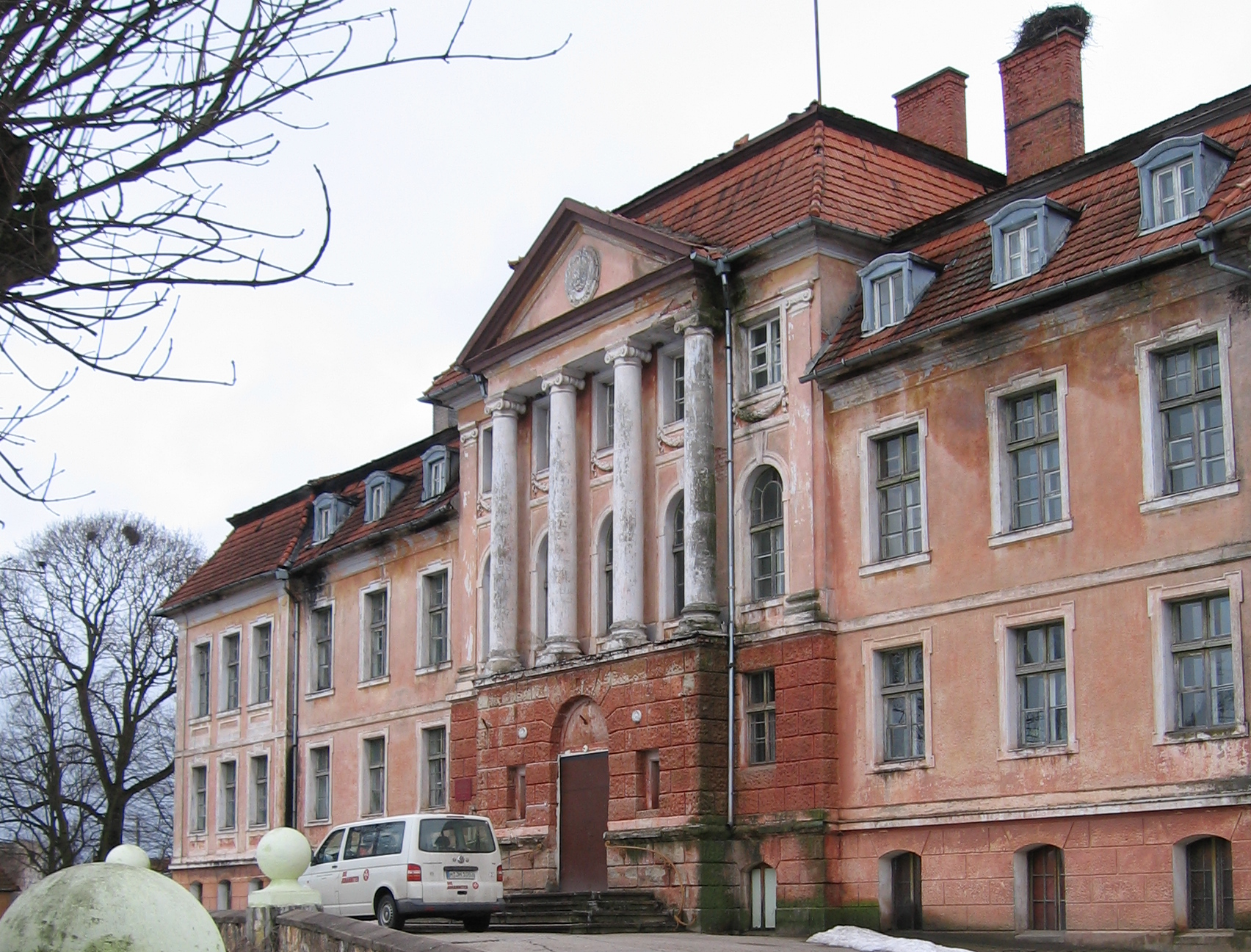
Здание бывшей ратуши
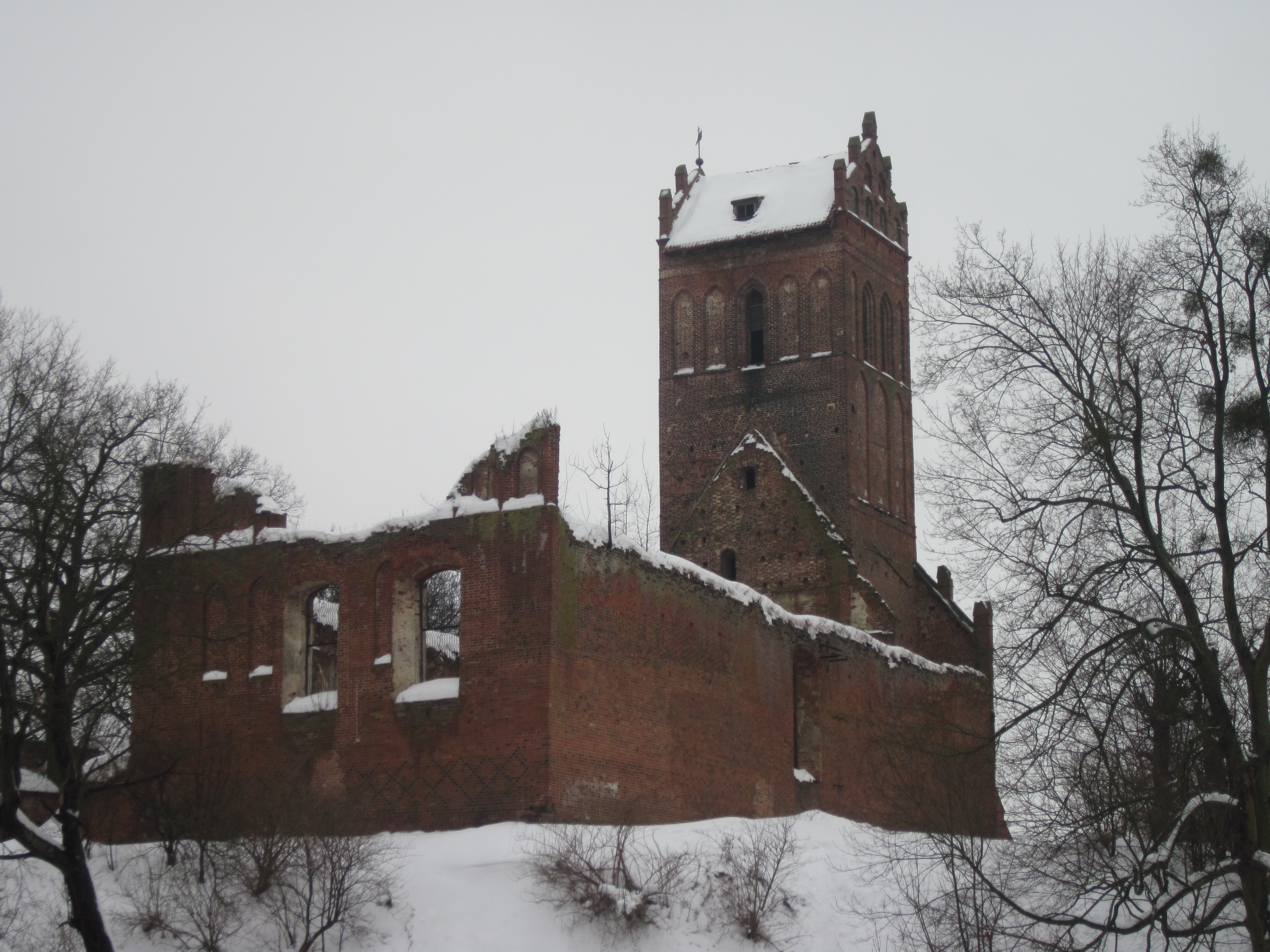
Здание бывшей кирхи
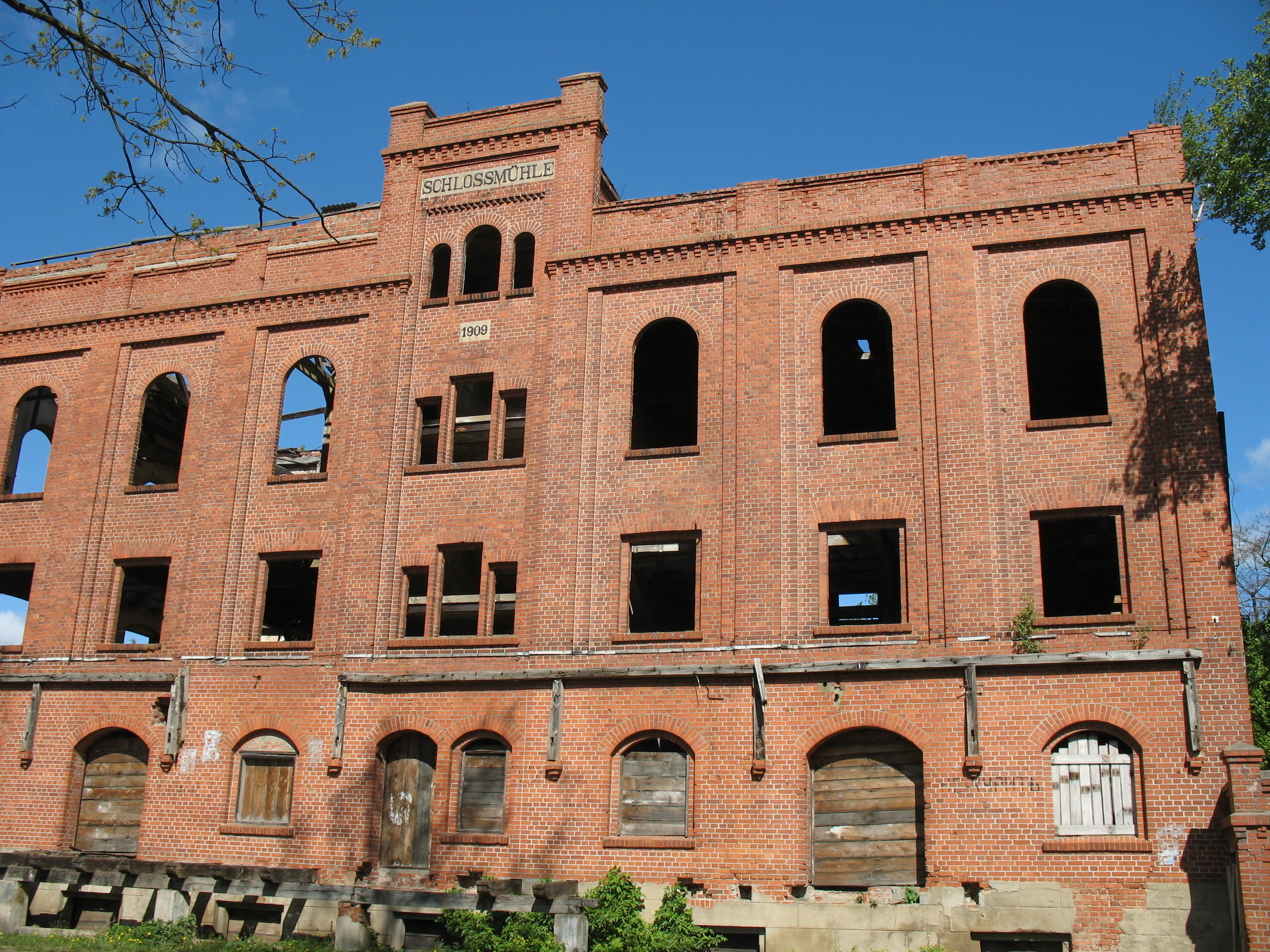
Разрушенная замковая мельница
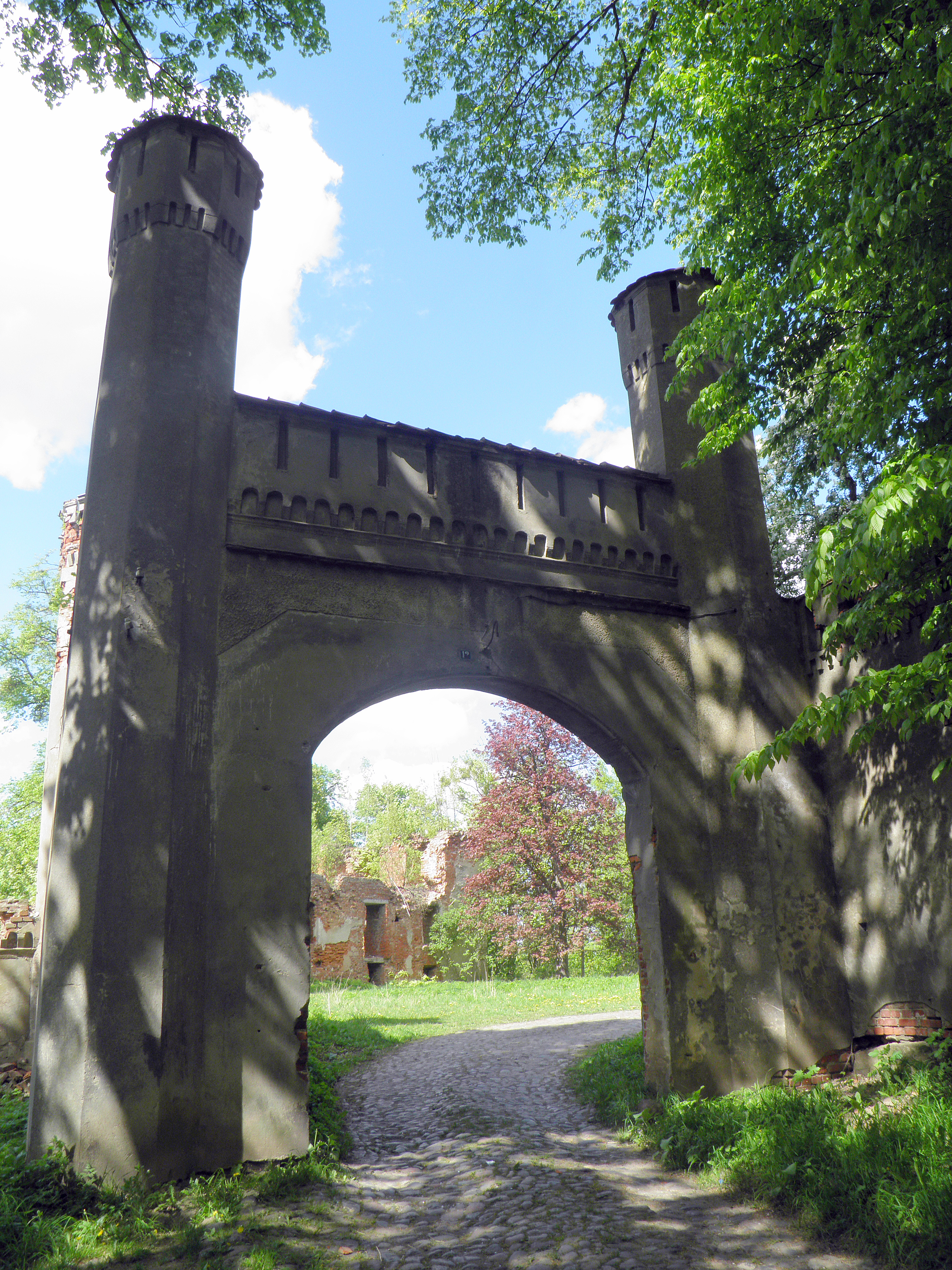
Руины замка Гердауэн
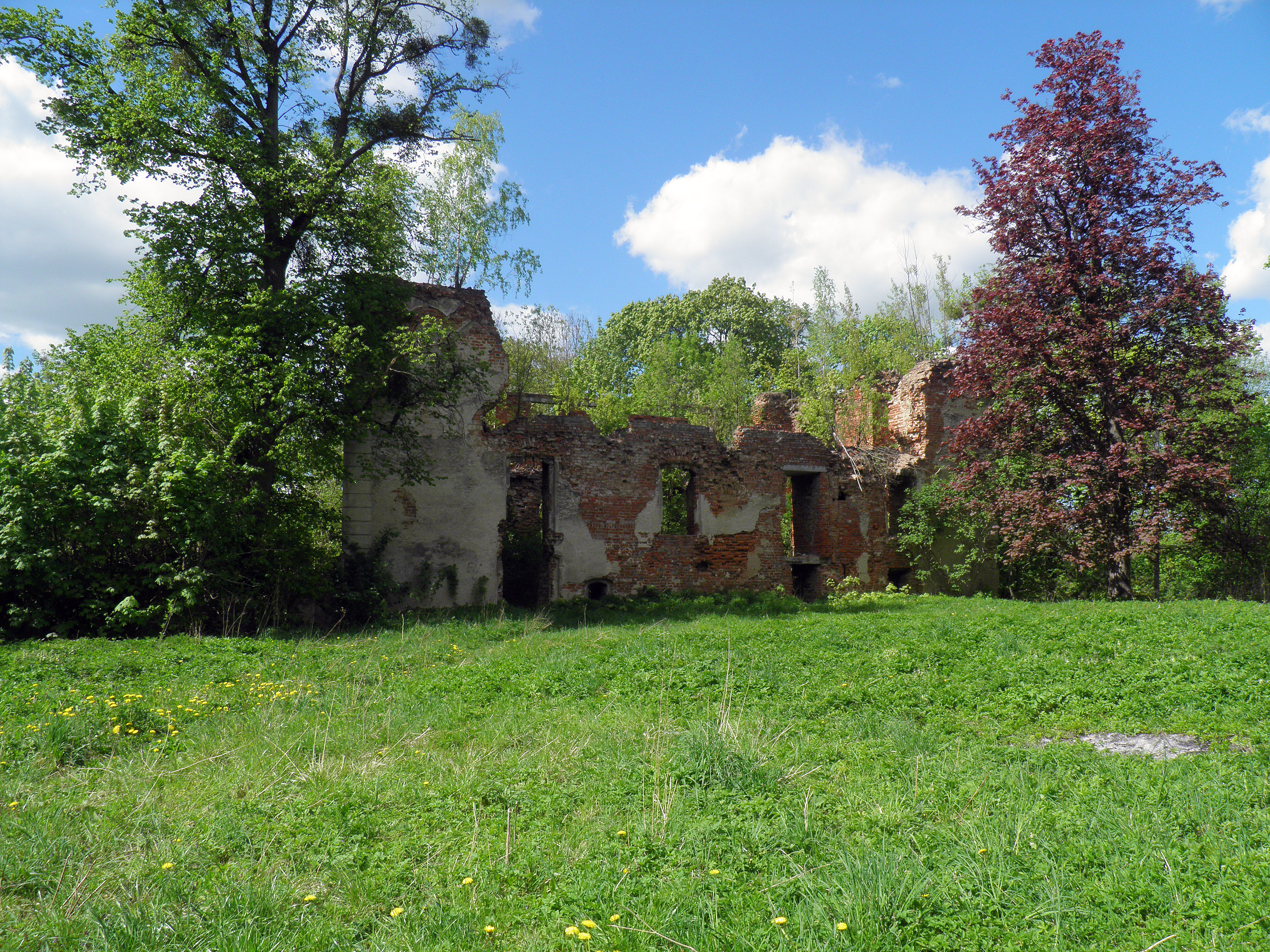
Руины замка Гердауэн
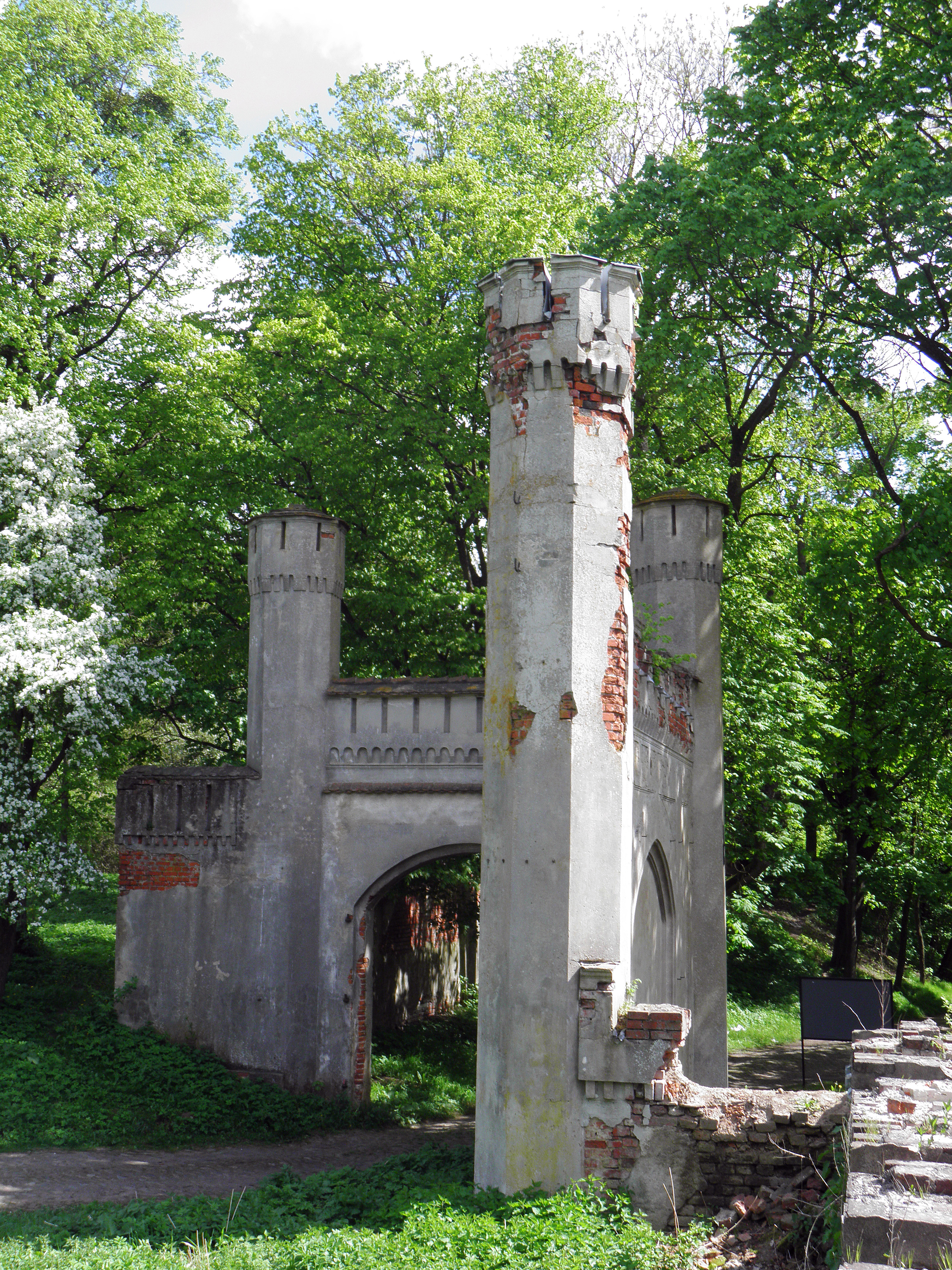
Руины замка Гердауэн
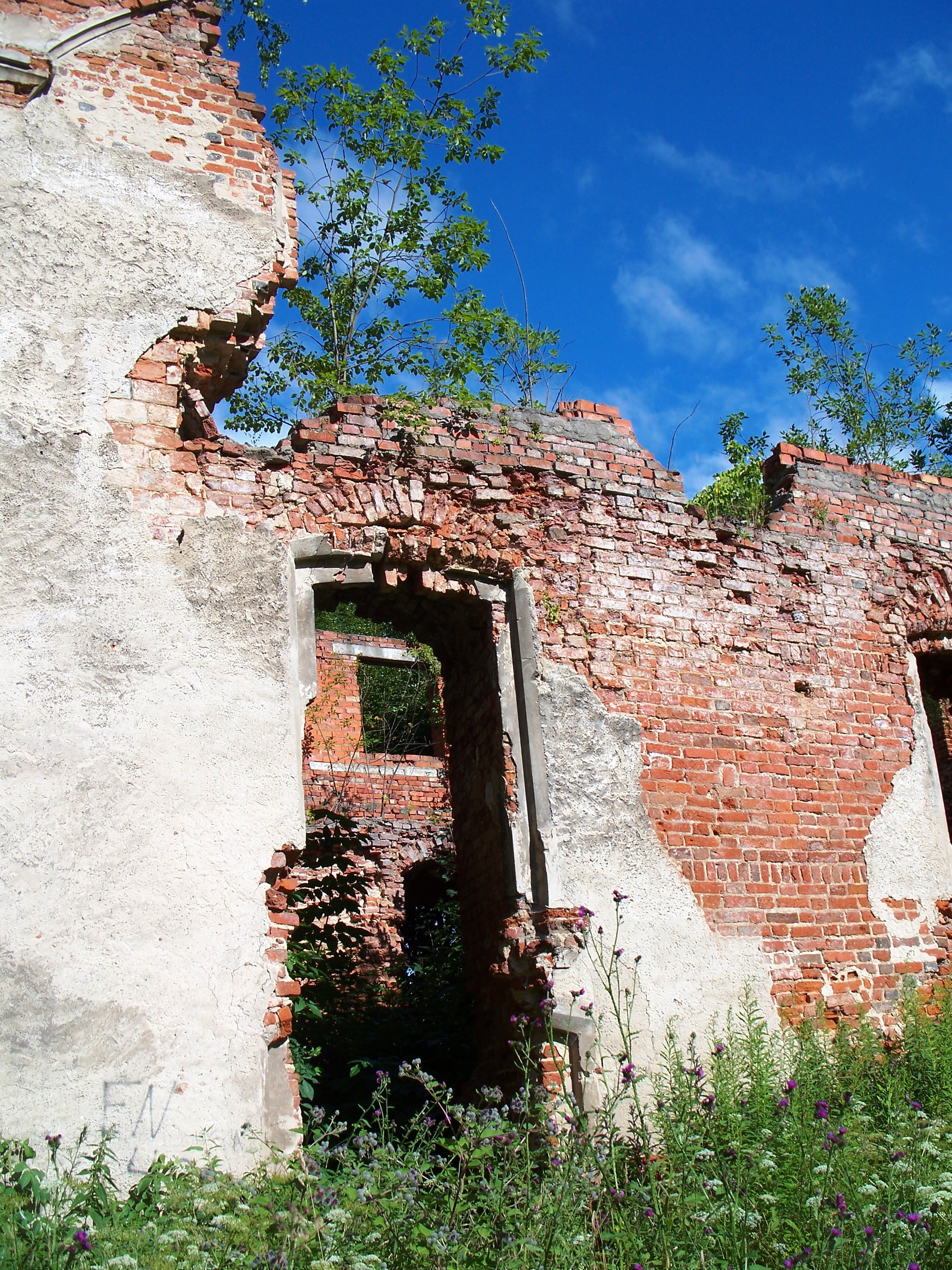
Руины замка Гердауэн
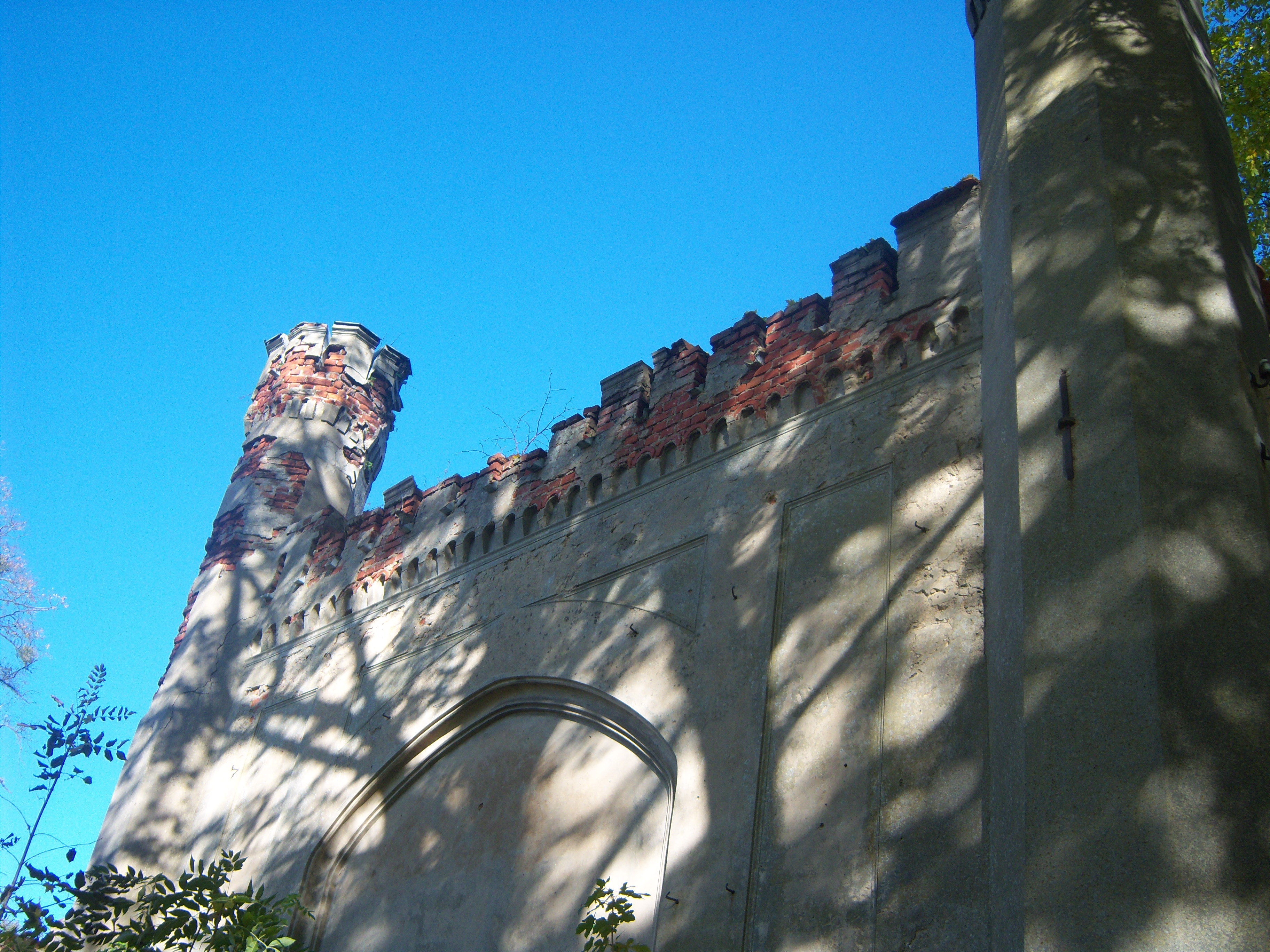
Руины замка Гердауэн
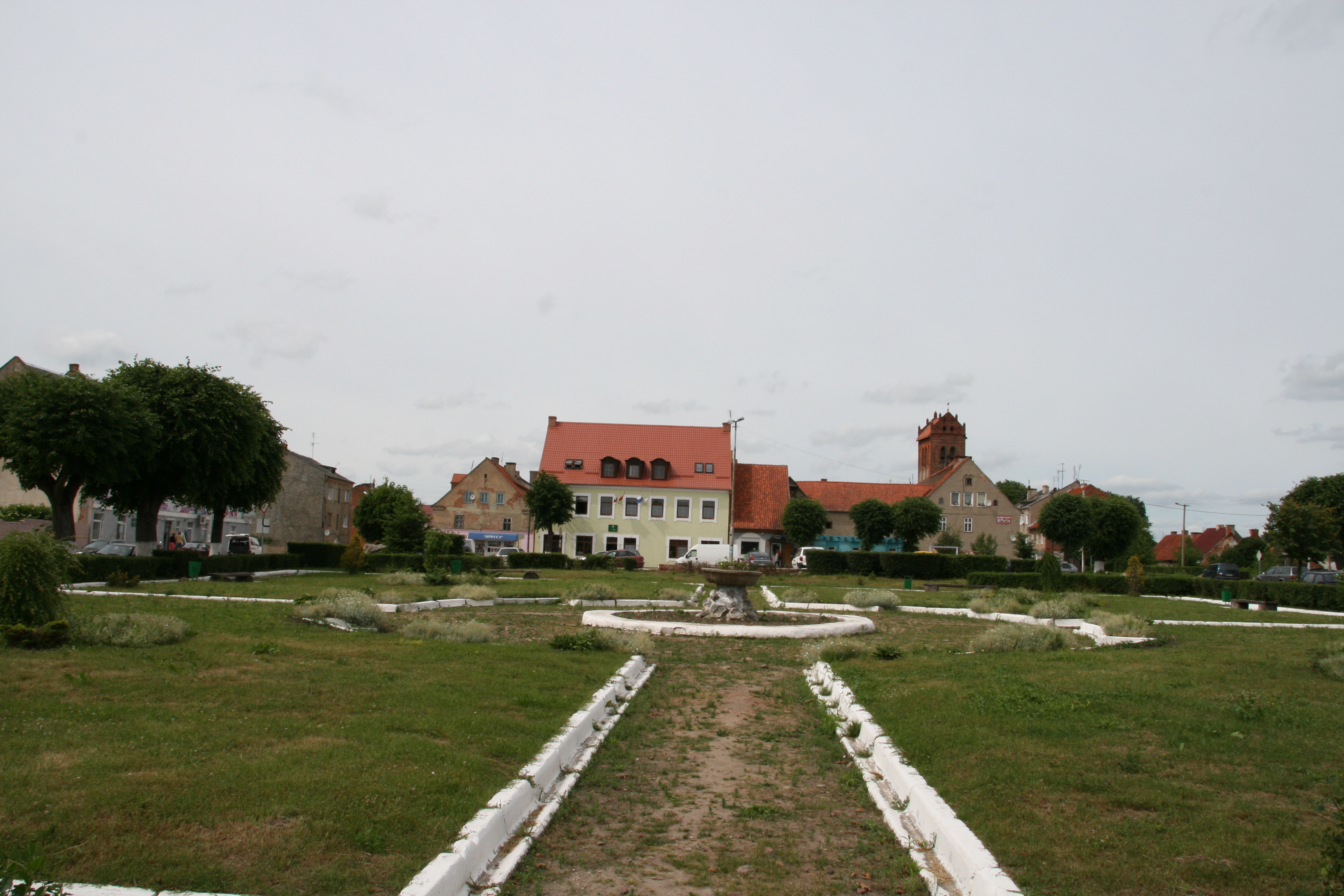
Рыночная площадь (июнь 2011 г.)
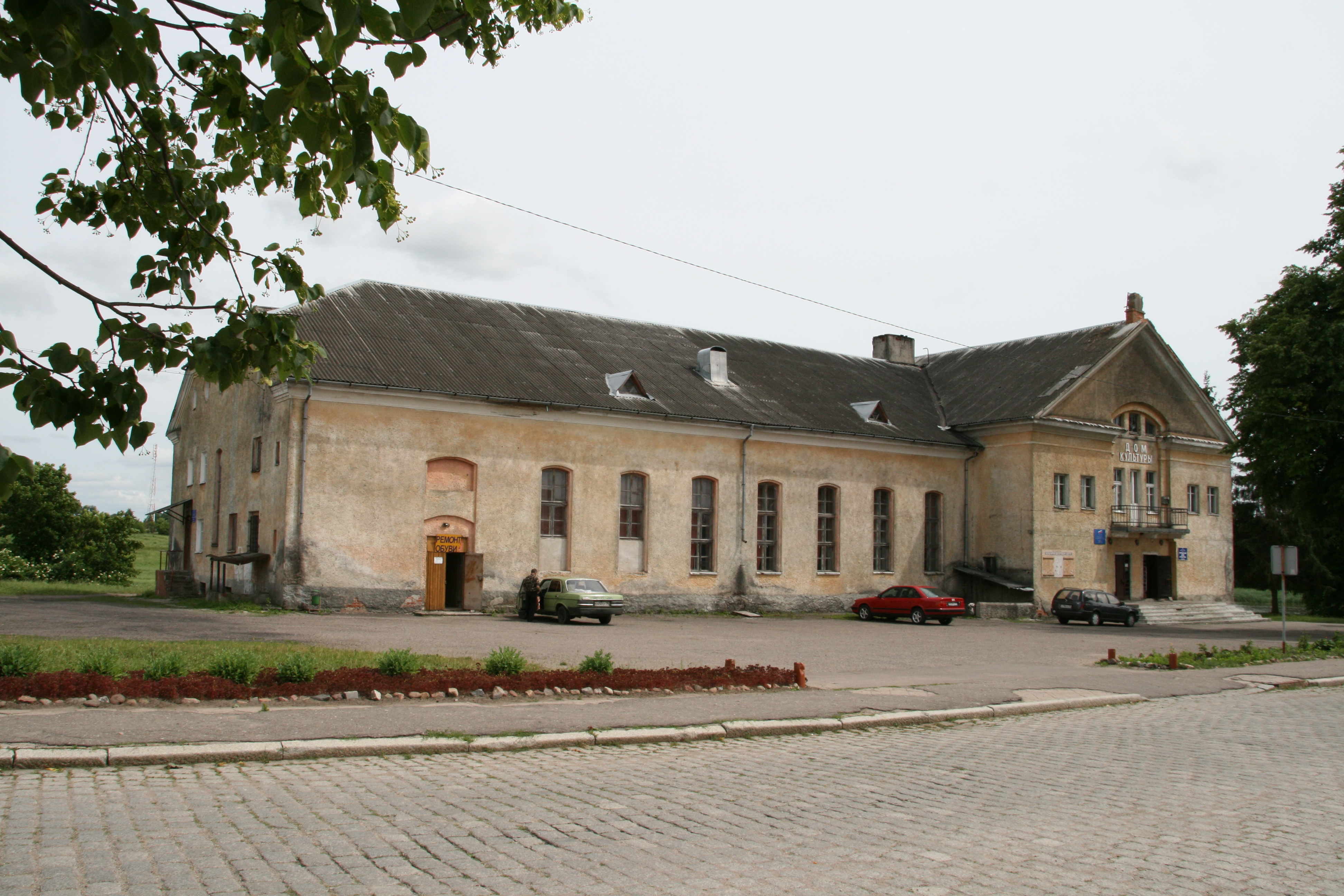
Дом культуры (июнь 2011 г.)
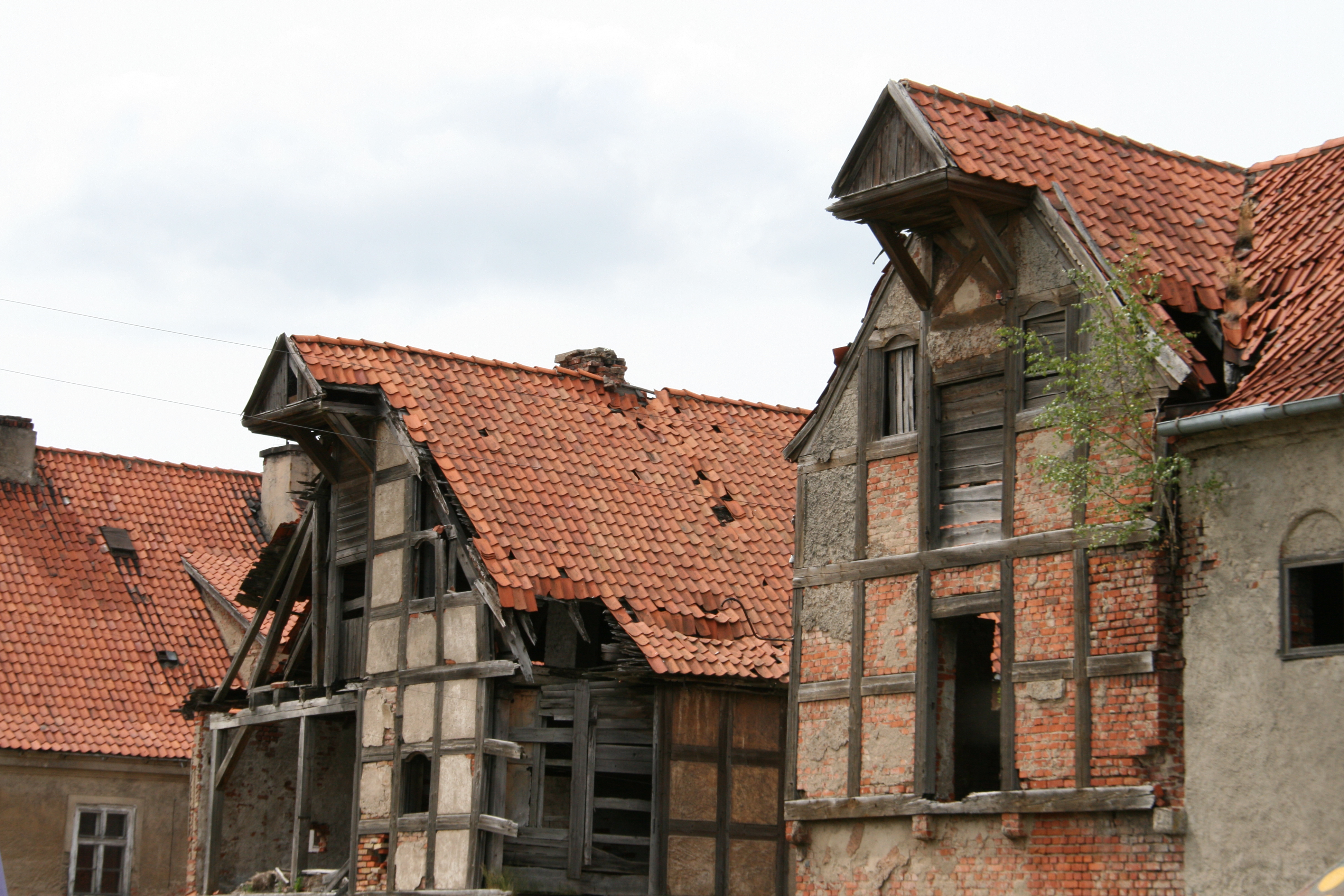
Ветхие склады (июнь 2011 г.)
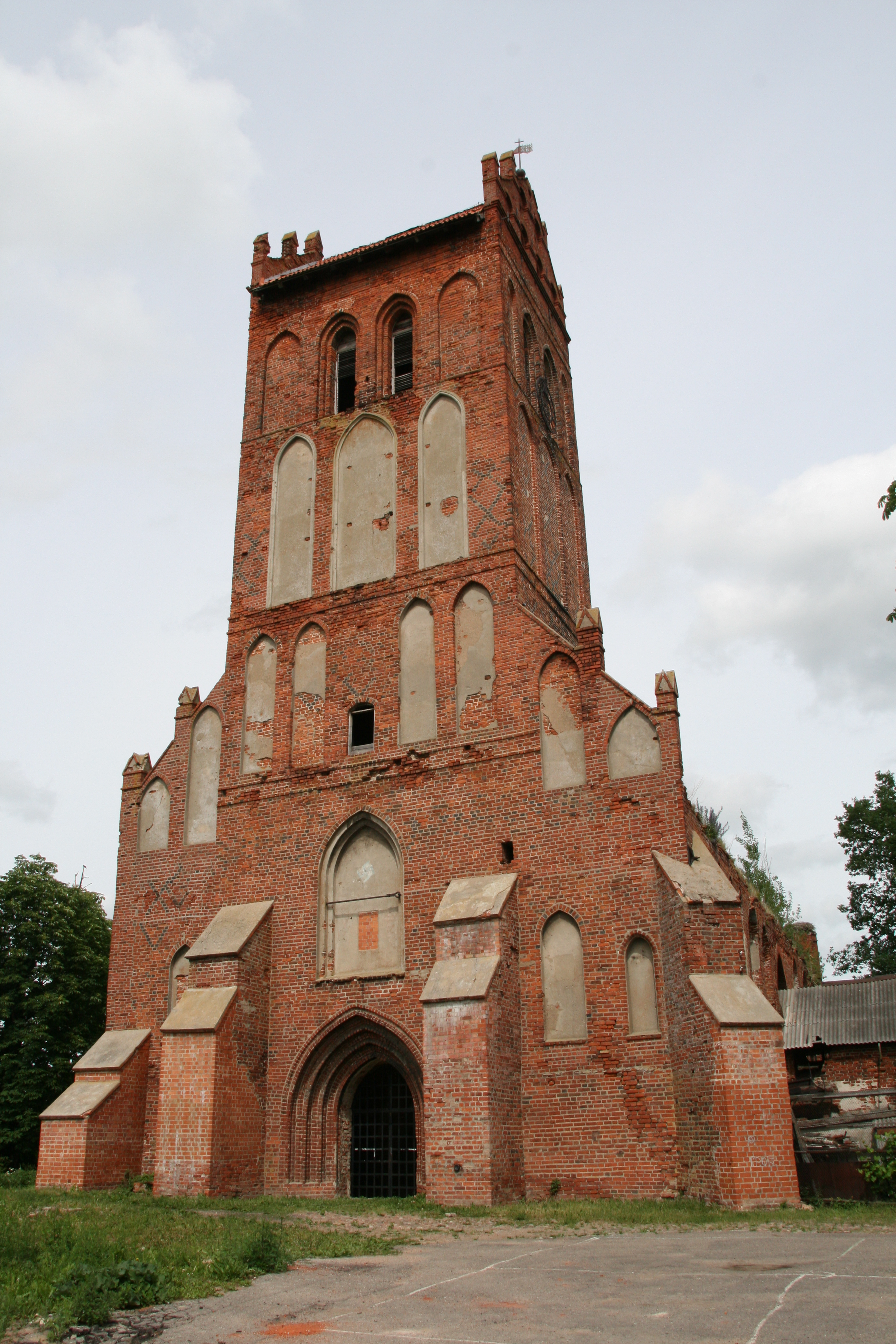
Руины приходской церкви Гердауэн (июнь 2011 г.)
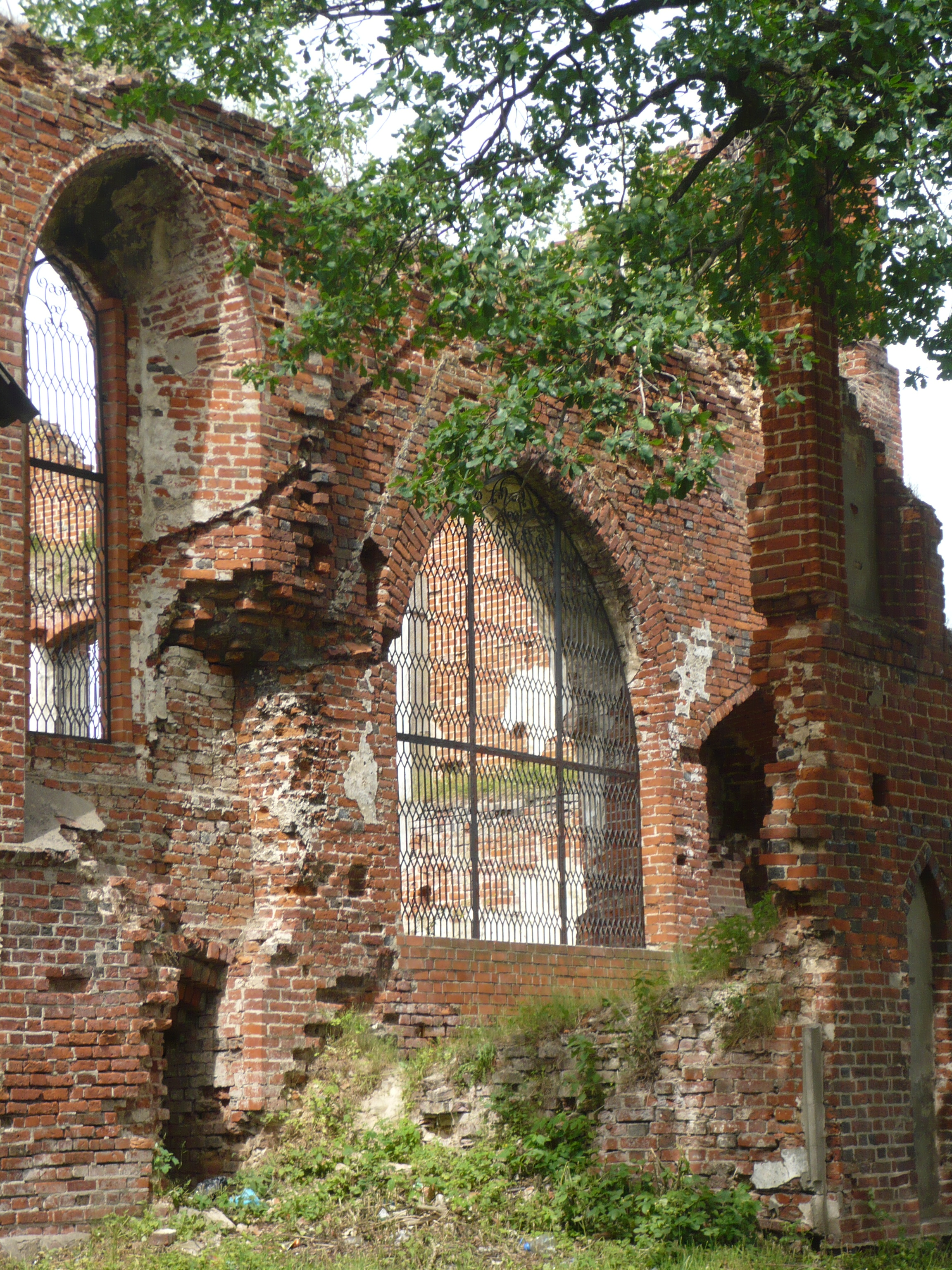
Руины нефа приходской церкви Гердауэн (июнь 2011 г.)
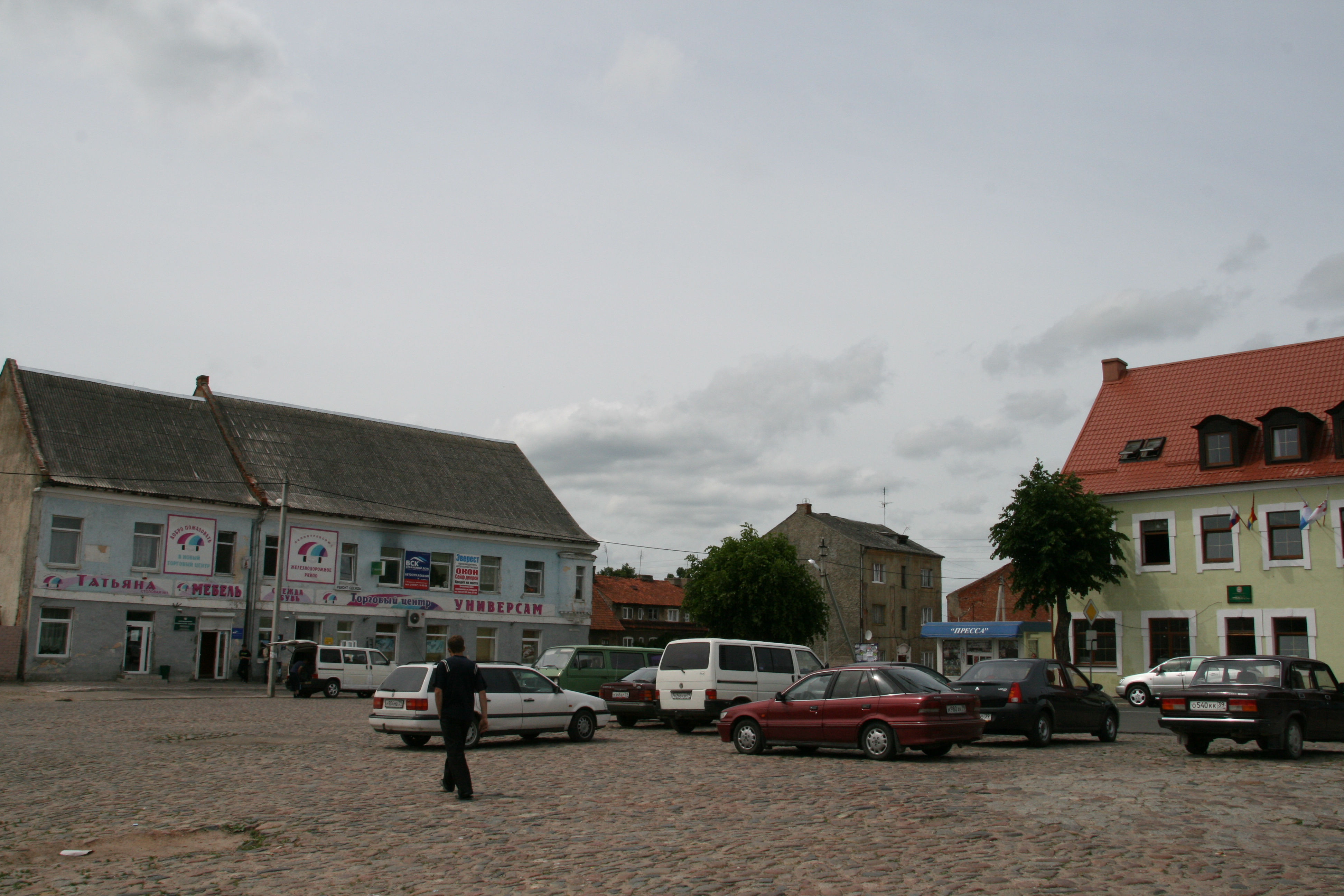
Юго-западный вид рыночной площади (июнь 2011 г.)
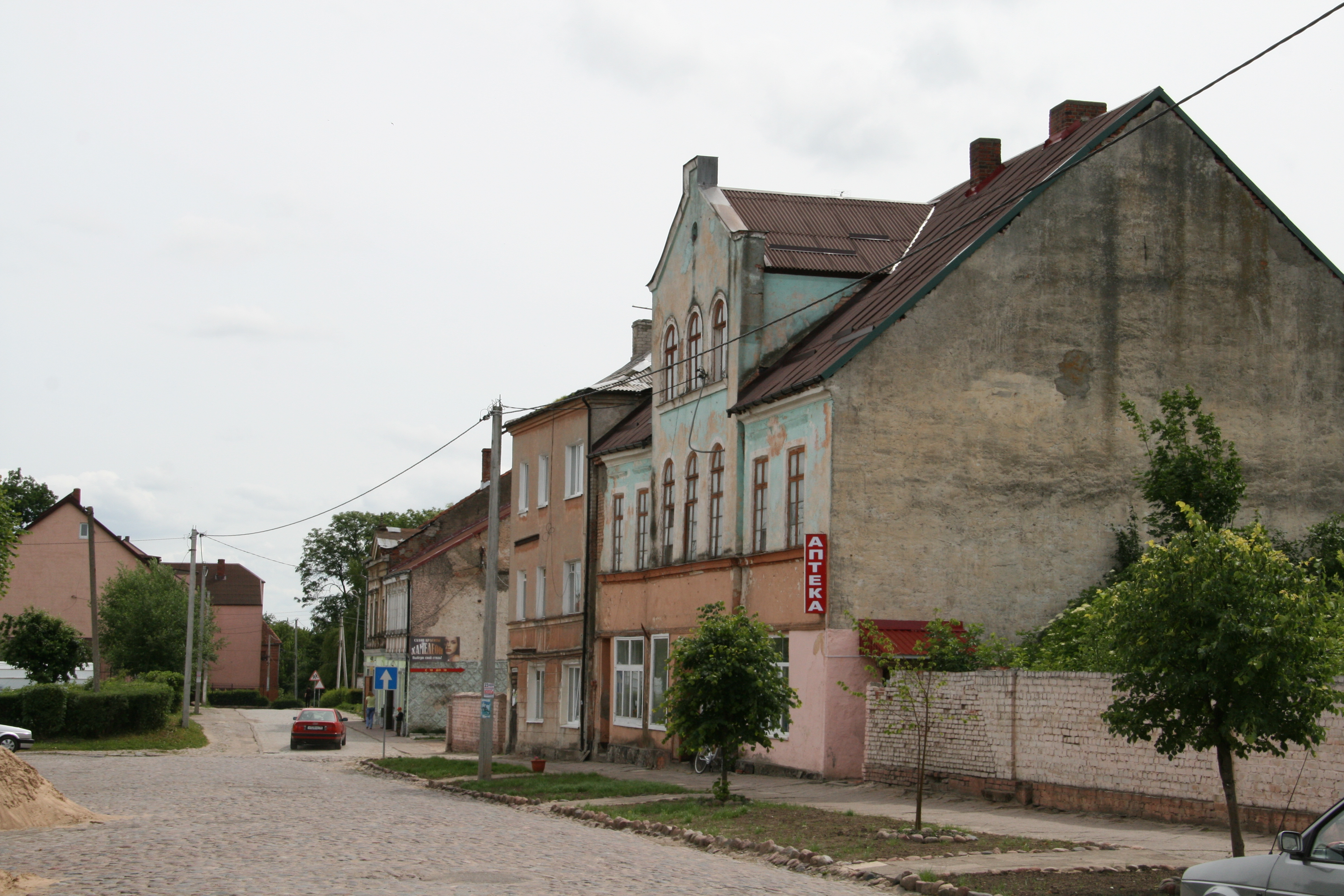
Южная часть Марктштрассе (июнь 2011 г.)
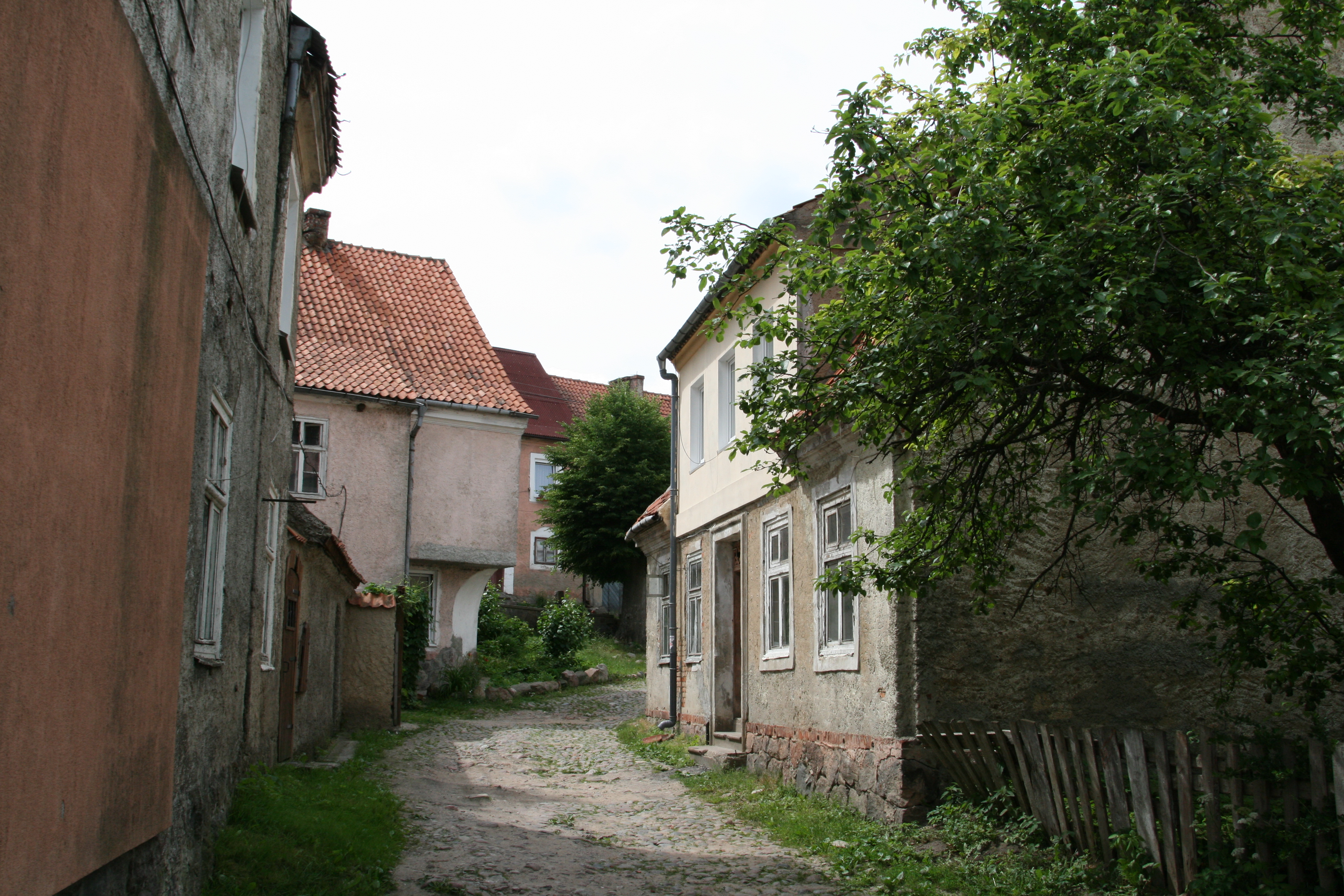
Аллея ведущая к церкви в Гердауэне (июнь 2011 г.)
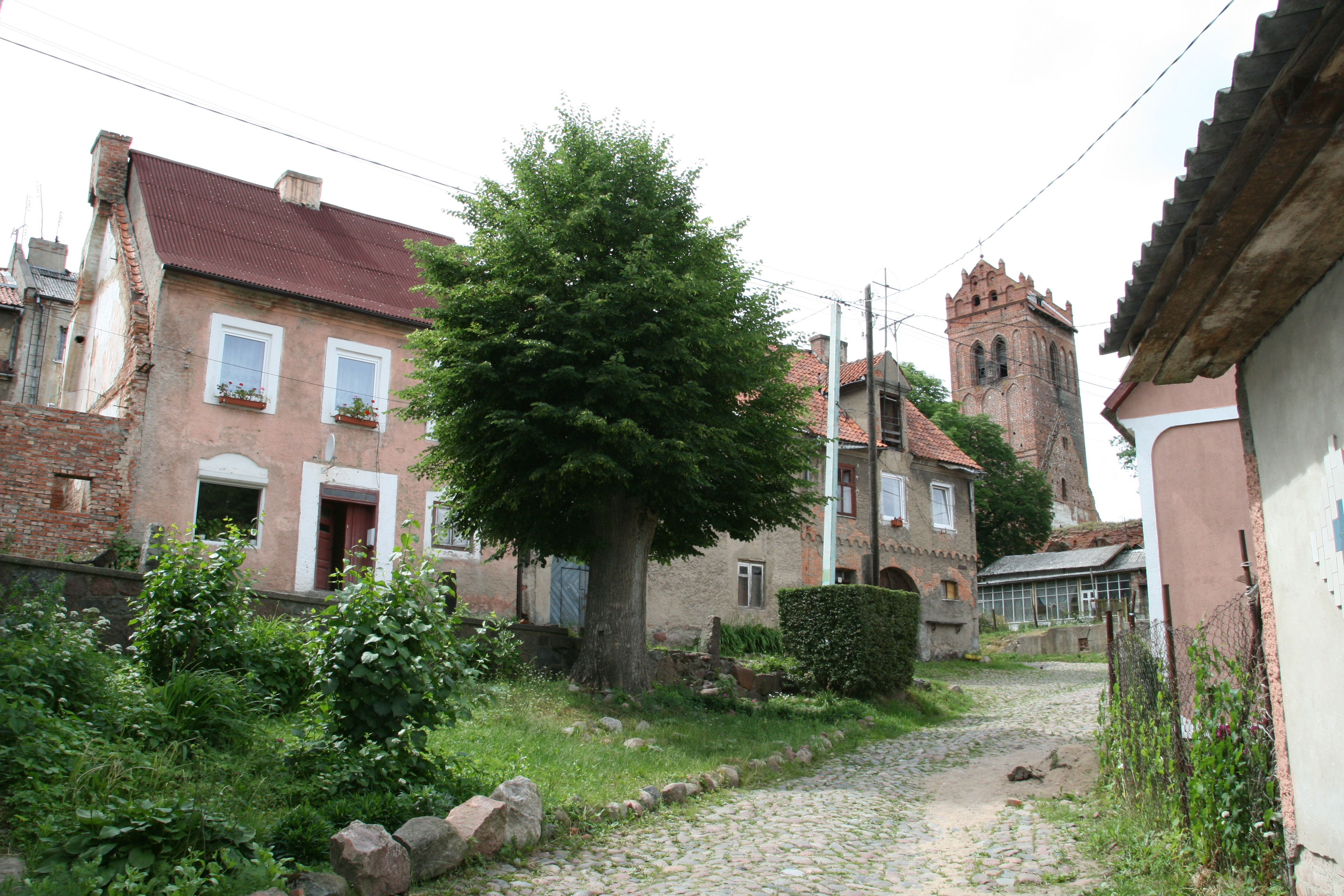
Аллея ведущая к церкви в Гердауэне (июнь 2011 г.)

## Население
| 1959  | 1970  | 1979  | 1989  | 2002  | 2009  | 2010  | 2012  | 2013  |
| ----- | ----- | ----- | ----- | ----- | ----- | ----- | ----- | ----- |
| 3380  | ↗3661 | ↗3772 | ↘3246 | ↘2945 | ↘2863 | ↘2767 | ↗2809 | ↘2802 |
| 2014  | 2015  | 2016  | 2017  | 2018  | 2019  |       |       |       |
| ↗2831 | ↘2830 | ↘2767 | ↘2728 | ↘2676 | ↘2641 |       |       |       |

По данным переписи в 1989 году в Железнодорожном проживало 3246 человек, в том числе 1557 мужчин и 1689 женщин.

## Экономика
В советский период в Железнодорожном работали пивоваренный, маслодельный и кирпичный заводы. Также находился крупный железнодорожный пограничный переход, в нём европейская железнодорожная колея входит на территорию России. До товарной станции Черняховск линия европейской колеи продолжается, параллельно идёт линия с широкой колеёй. После распада СССР и с развитием автоперевозок значение железнодорожного перехода значительно снизилось. С 2010 года регулярного пассажирского движения нет.
По состоянию на 2012 год пивоваренный завод заброшен, его здание самовольно разобрано местными жителями на кирпичи.
На территории муниципального образования «Городское поселение Железнодорожное» находятся промышленные предприятия: ООО «Сириус» (кирпичный завод), дорожное предприятие ДП2, филиал железной дороги, филиал ОАО «Молоко», Железнодорожный лесхоз, сельскохозяйственное предприятие Правдинское свинопроизводство, ЗАО "Знамя труда, колхоз «Заря», КФХ и личные подсобные хозяйства, частное предприятие «Марби», частные предприятия по торговле, бытовым услугам, обработке дерева, учреждения культуры, образования, медицины. Федеральные структуры: гидрометеорологический пост, таможенный пост, пограничный пункт, почтовое отделение, отделение Сбербанка России, пункт полиции, подразделение МЧС России. 

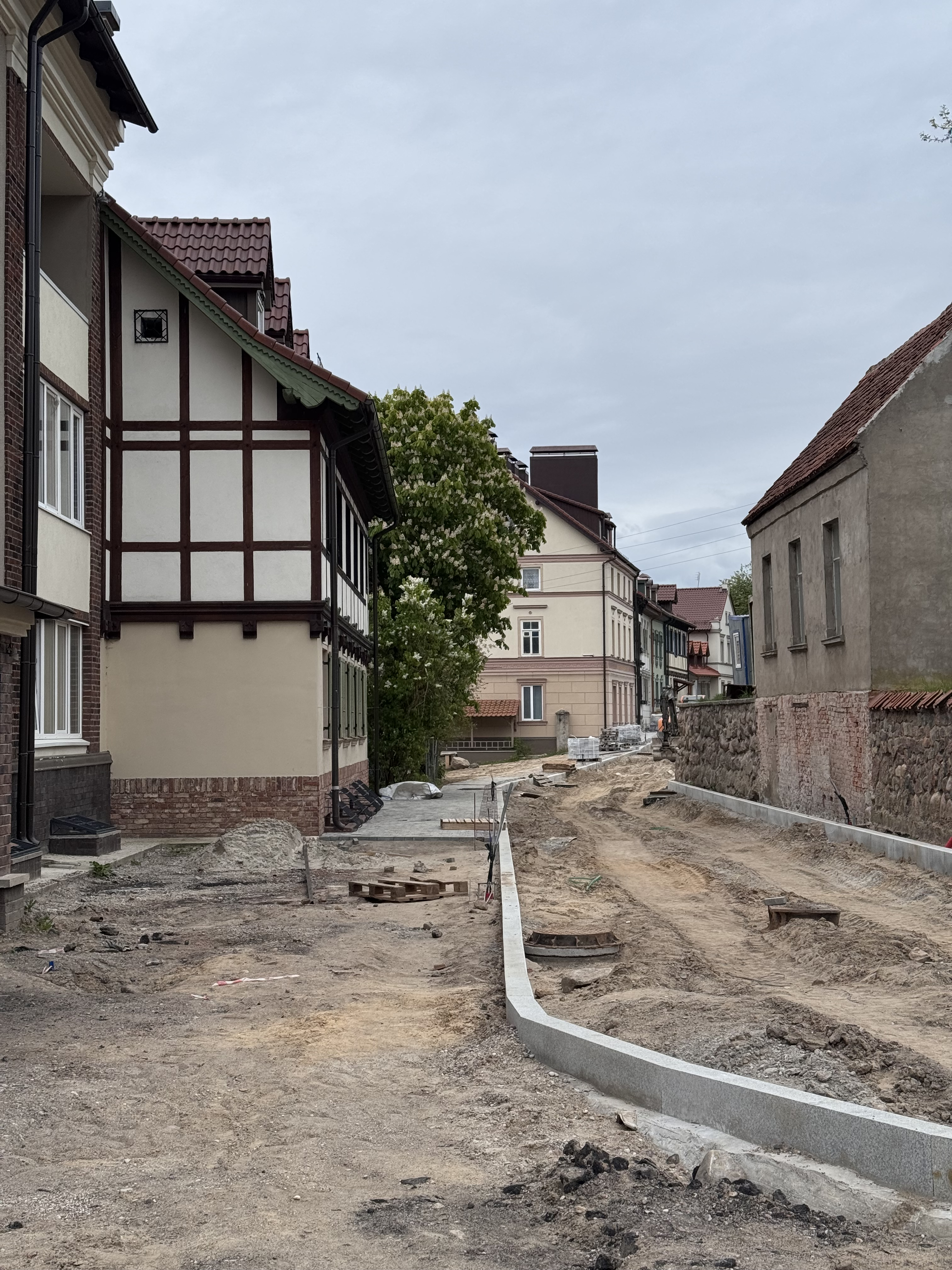
Реконструкция исторической улицы

Благодаря реконструкции и благоустройству, поселок привлекает большое количество туристов. На территории открываются кафе и музеи, в здании бывшей мельницы планируется открытие большого отеля. 

## Органы власти
Глава муниципального образования «Городское поселение Железнодорожное»

## Достопримечательности
- Орденский замок (XIV век) и замковая территория

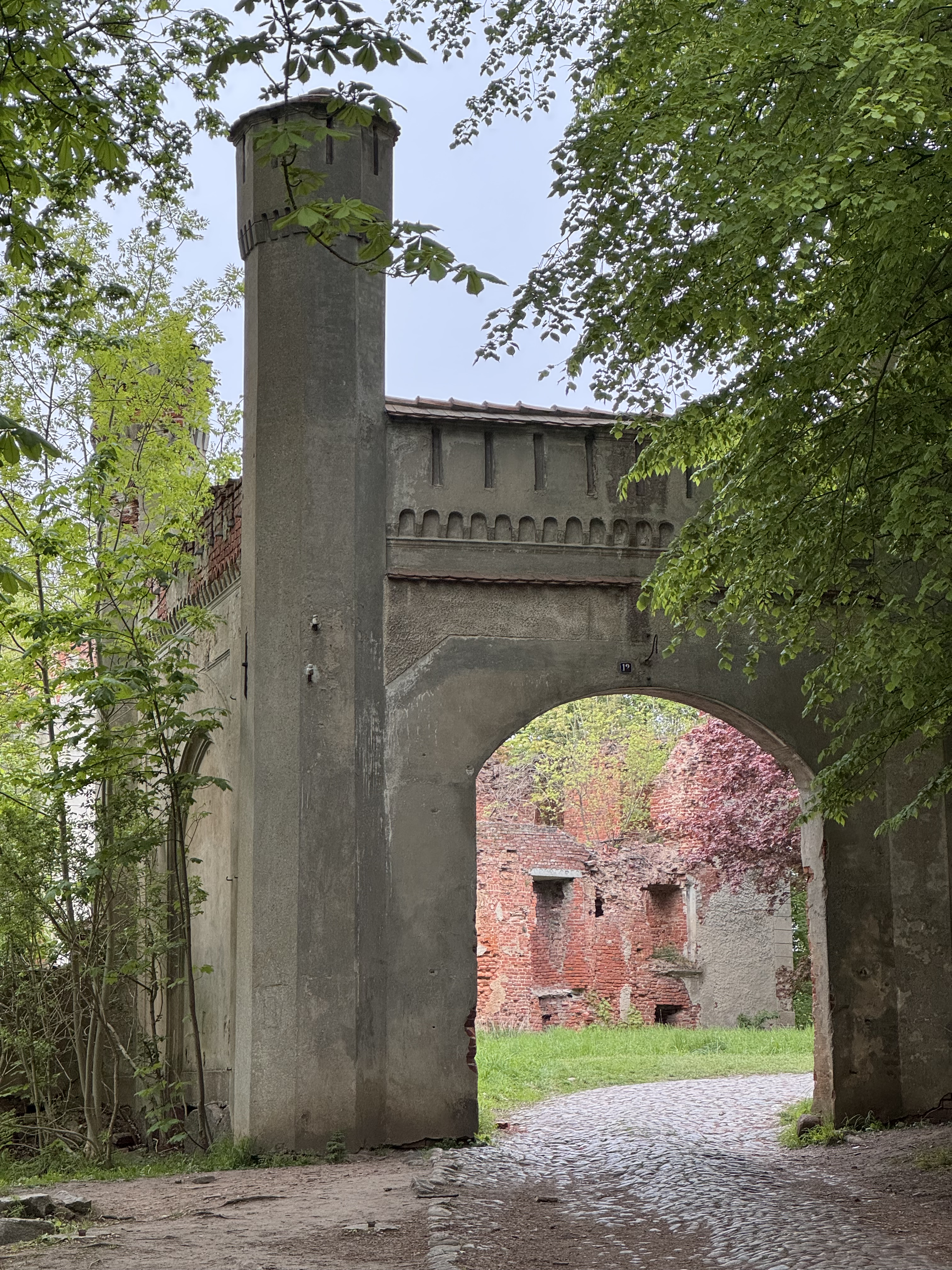
Ворота замка Гердауэн

- Орденская кирха (XV век)
- Историческая застройка посёлка

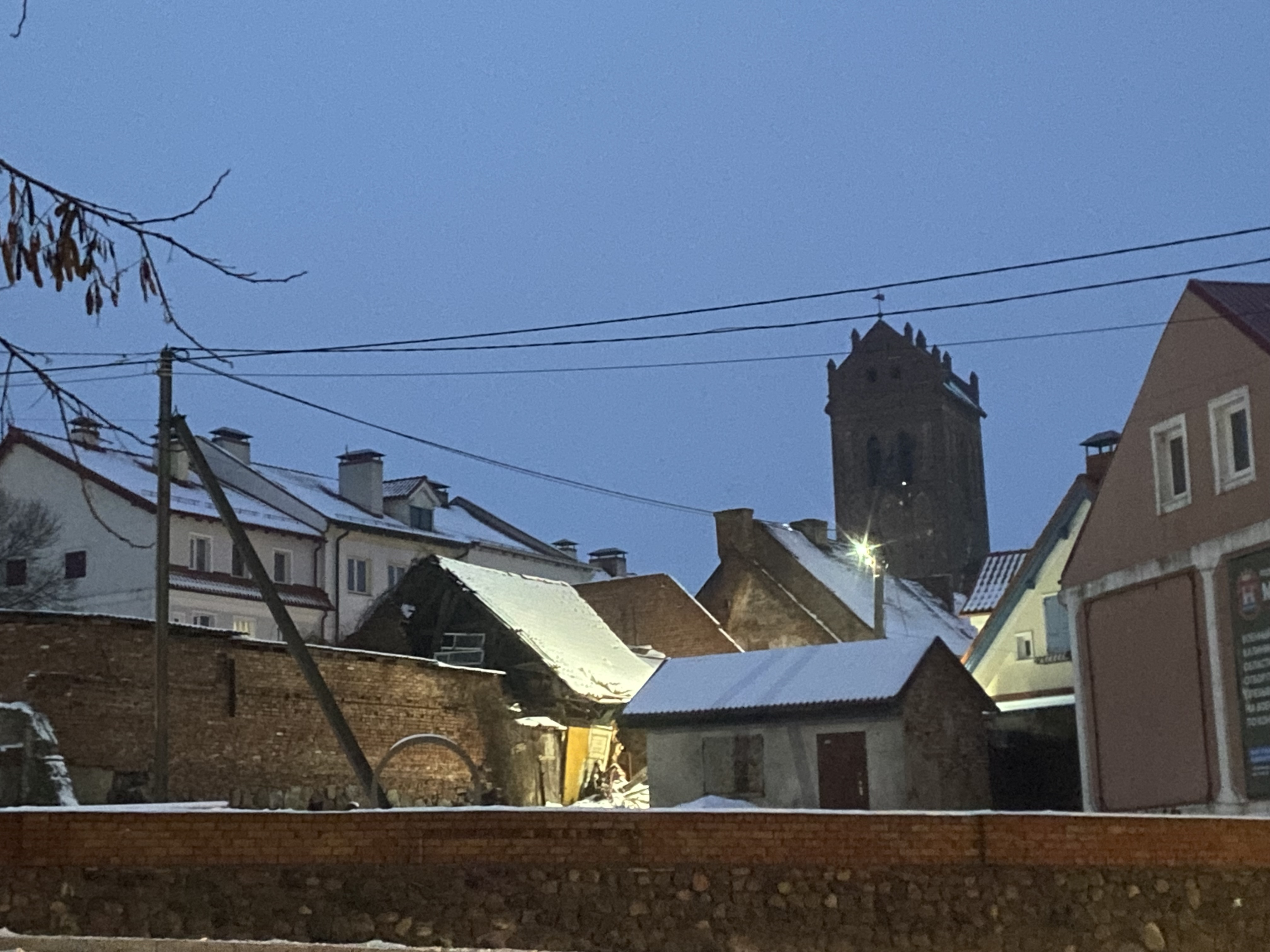
2025 год
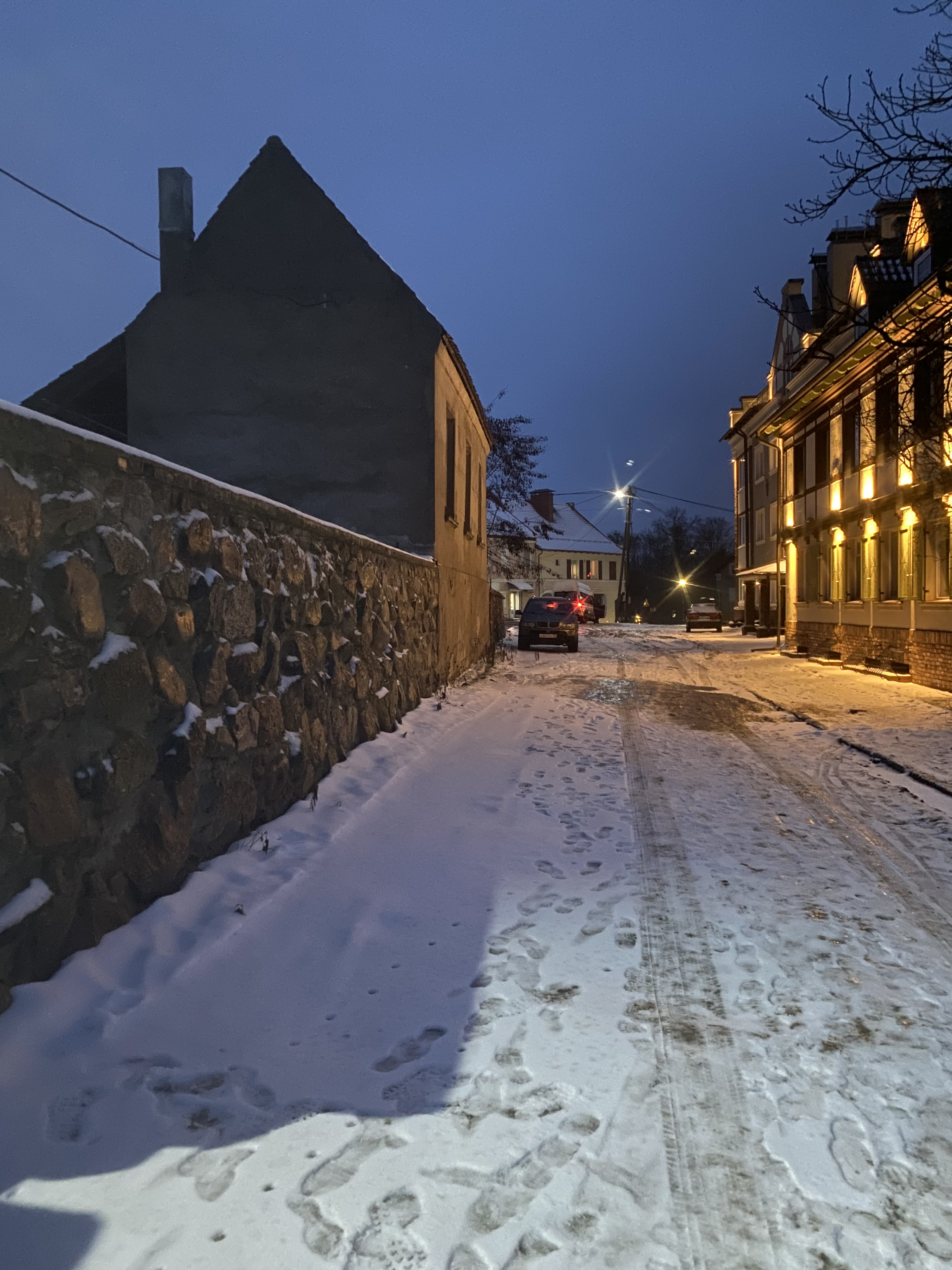
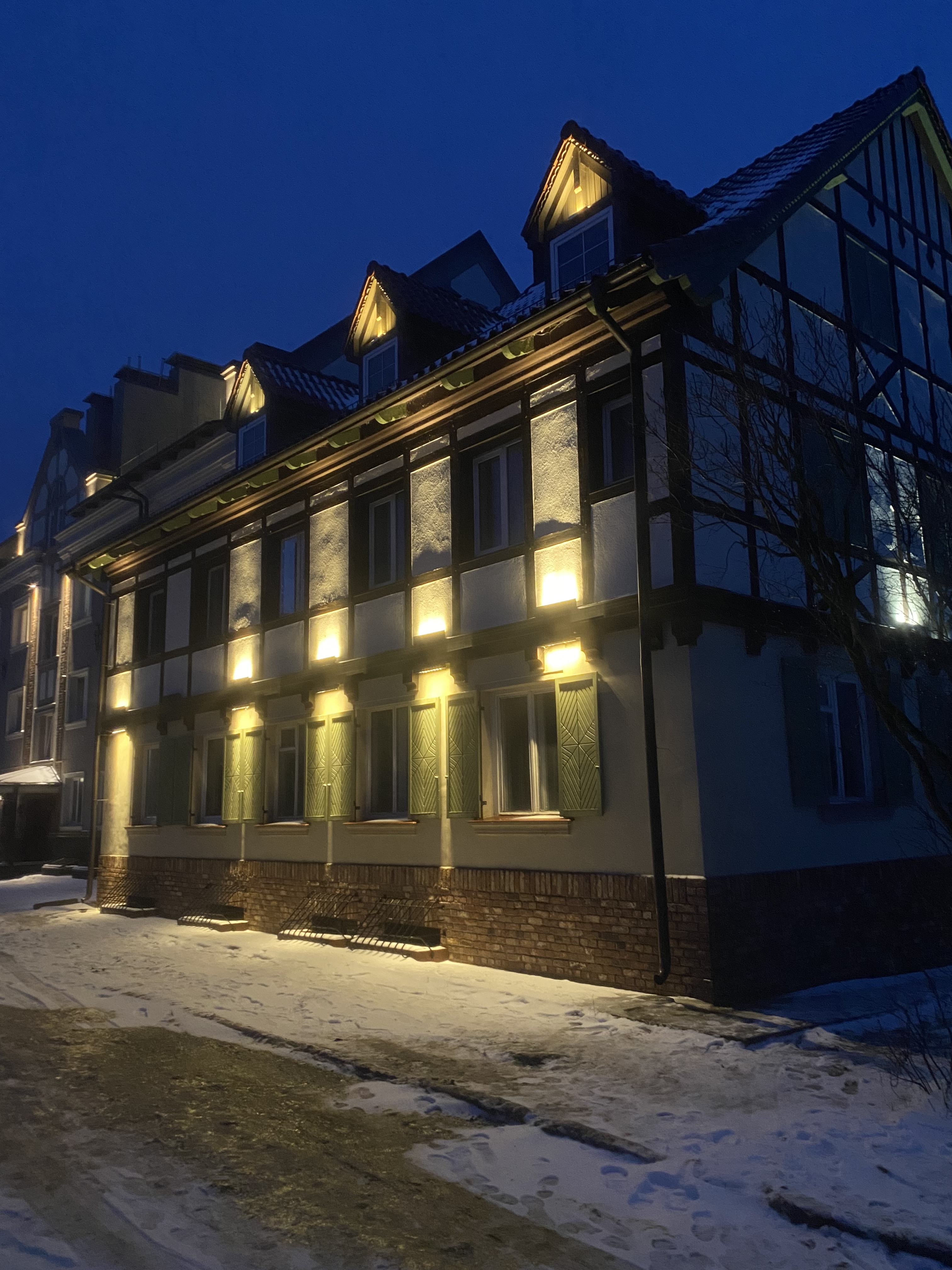
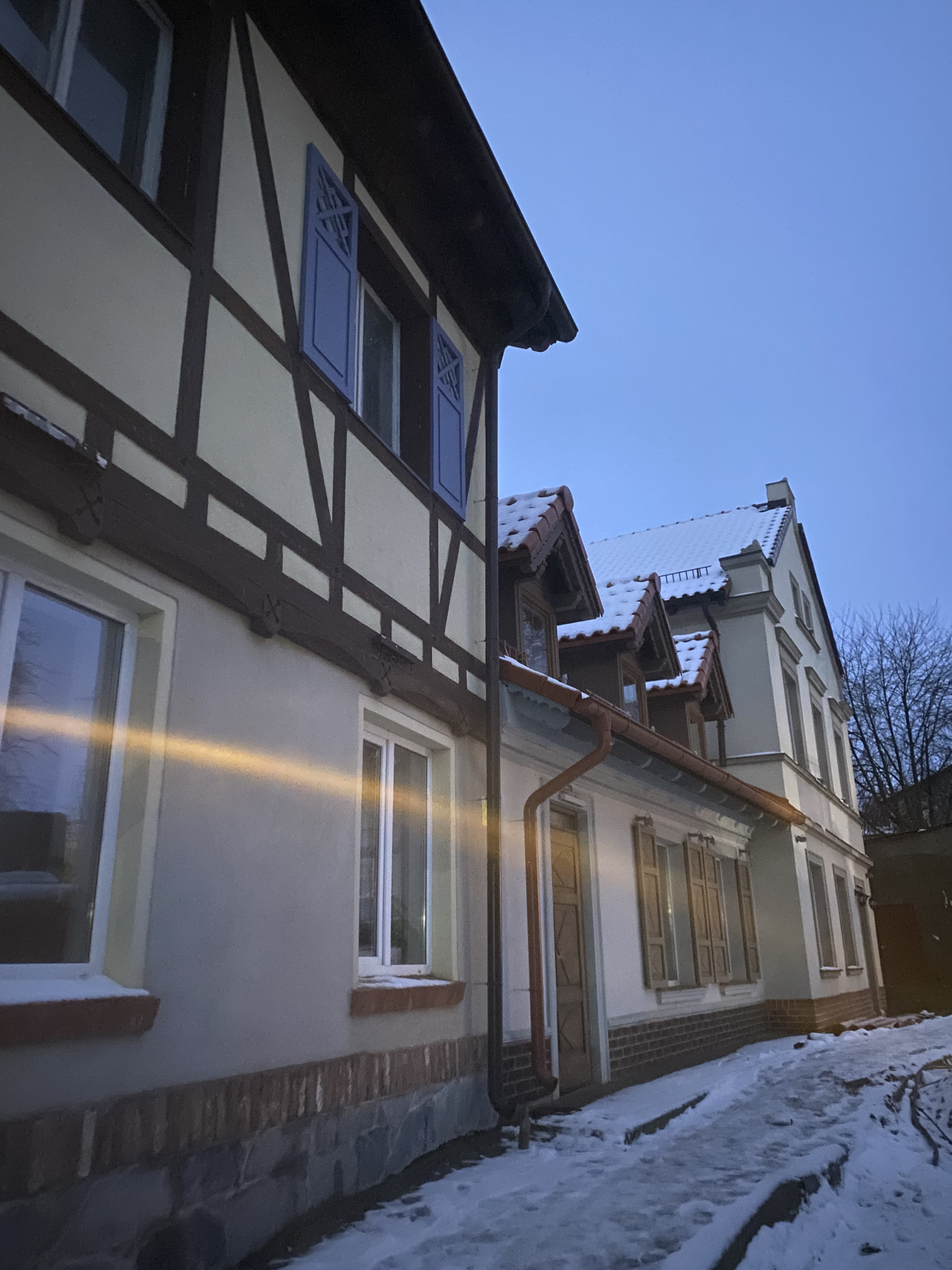
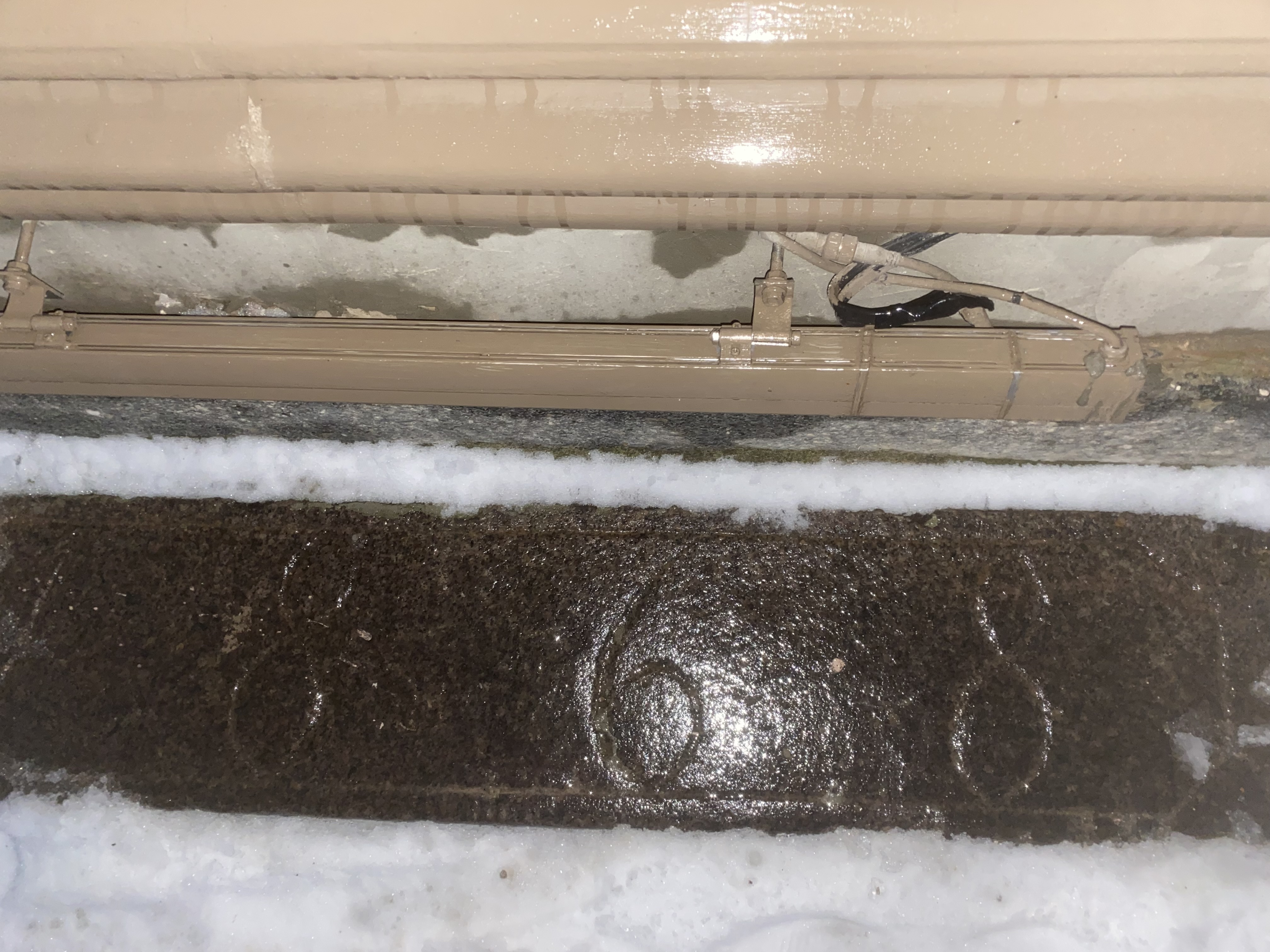
Надпись «1868» на цокольном бордюре дома с предыдущего фото.

- Водяная мельница
- Пивзавод «Киндерхоф» (по состоянию на 2010 год заброшен и постепенно разрушается
- Хозяйственный постройки XIV века в переулке Кооперативном
- Хаускрайс (управление сельского хозяйства)
- Памятник архитектуры школа-интернат № 6
- Больница «Катионов»
- Две братские могилы воинов, погибших в 1812 году
- Братские могилы воинов, погибших в годы Второй мировой войны
- Железнодорожный вокзал
- Жилые дома
- Приход
- Водонапорные башни
- Бюргерские дома
- па́мятник В. И. Ленину

## Известные жители

### Уроженцы
- Никлас фон Рауттер[нем.] (XV век) — рыцарь тевтонского ордена, капитан Гердауэна, помещик Виллкамма[англ.].
- Георг фон Шлибен[нем.] (XV век) — рыцарь тевтонского ордена и впоследствии обладателем обширных владений в Пруссии. В 1469 году приобрёл замок Гердауэн и посёлок Норденбург. Он считается основателем прусской ветви знатного саксонский рода «Шлибен».
- Иоганн Фридрих фон Шлибен[нем.] (1630—1696) — генерал и государственный деятель.
- Теодор Готлиб фон Гиппель Старший (1741—1796) — немецкий государственный деятель, писатель и критик. Бургомистр Кёнигсберга.
- Теодор Готлиб фон Гиппель Младший[англ.] (1775—1843) — юрист и чиновник, масон, друг Эрнста Теодора Амадея Гофмана, автор «An Mein Volk[англ.]», губернатор Мариенвердера и Оппельна. Член группы прусских прогрессивных реформаторов и пропагандист многих либеральных политических идей, в том числе двуязычного образования в Силезии.
- Густав Мелхаузен[нем.] (1823—1913) — прусский врач.
- Юлиус Стоббе[нем.] (1879—1952) — немецкий архитектор.
- Гельмут Лобелл[нем.] (1894—1964) — немецкий врач и профессор Вестфальский университет имени Вильгельма.
- Иоахим Фрайхерр фон Браун[нем.] (1905—1974) — немецкий адвокат и вынужденный переселенец, двоюродный брат Вернера фон Брауна.
- Ганс Ениш (1913—1982) — немецкий военно-морской офицер.
- Элизабет Лёккенхофф[нем.] (1929—1985) — была немецким специалистом по коммуникациям, интенсивно занималась теорией прессы в ГДР. С 1972 года до своей смерти она была профессором журналистики в Свободном университете Берлина.
- Вольфганг Юркат[нем.] (1929—2017) — немецкий математик и профессор Ульмского университета.
- Дегенхард Соммер[нем.] (1930-2020) — немецкий архитектор, профессор Венского технического университета.
- Генрих Кюсснер[нем.] (1943—) — немецкий протестантский богослов, политик, член партии СДПГ.

### Известные люди
- Теодор Шульц (1770—1850) — миссионер гернгутер и автор немецко-аравакского словаря.
- Вильгельм Степутат[нем.] (1868—1941) — немецкий писатель, юрист и политик литовского происхождения.